# Rencontres de la Ligue des champions de l'AFC 2022
Les rencontres de la Ligue des champions de l'AFC 2022 sont prévues pour être jouées du 7 avril au 26 février 2023. Un total de 40 équipes jouent en phase de groupe pour décider les 16 places en phase à élimination directe de la Ligue des champions de l'AFC 2022.

## Format

### Critères de départage
Selon l'article 10.5 du règlement de la compétition, en cas d’égalité de points de plusieurs équipes à l'issue des matches de groupe, les critères suivants sont appliqués dans l'ordre indiqué pour établir leur classement :
1. plus grand nombre de points obtenus dans les matches de groupe disputés entre les équipes concernées ;
2. meilleure différence de buts dans les matches du groupe disputés entre les équipes concernées;
3. plus grand nombre de buts marqués dans les matches du groupe disputés entre les équipes concernées;
4. plus grand nombre de buts marqués à l’extérieur dans les matches du groupe disputés entre les équipes concernées;
5. si, après l’application des critères 1 à 4, plusieurs équipes sont toujours à égalité, les critères 1 à 4 sont à nouveau appliqués exclusivement aux matches entre les équipes concernées afin de déterminer leur classement final. Si cette procédure ne donne pas de résultat, les critères 6 à 12 s’appliquent;
6. meilleure différence de buts dans tous les matches du groupe;
7. plus grand nombre de buts marqués dans tous les matches du groupe;
8. tirs au but, si deux équipes seulement sont impliquées et qu'elles se sont rencontrés au dernier tour du groupe;
9. plus faible total de points disciplinaires sur la base uniquement des cartons jaunes et des cartons rouges reçus durant tous les matches du groupe, (expulsion pour deux cartons jaunes au cours d'un match = 3 points);
10. meilleur classement de la fédération à laquelle appartient l'équipe

## Calendrier
Le calendrier de chaque journée est comme suit.
| Journées   | Dates            | Dates                 |
| Journées   | Ouest            | Est                   |
| ---------- | ---------------- | --------------------- |
| Journées 1 | 7-8 avril 2022   | 15-16 avril 2022      |
| Journées 2 | 10-11 avril 2022 | 18-19 avril 2022      |
| Journées 3 | 14-15 avril 2022 | 21-22 avril 2022      |
| Journées 4 | 18-19 avril 2022 | 24-25 avril 2022      |
| Journées 5 | 22-23 avril 2022 | 27-28 avril 2022      |
| Journées 6 | 26-27 avril 2022 | 30 avril-1er mai 2022 |

## Phase de Groupes
Légende des classements
- Qualifié pour les huitièmes de finale
- Meilleures six équipes qualifiées pour les huitièmes de finale

Légende des résultats
- Victoire à domicile
- Match nul
- Victoire à l'extérieur

### Groupe A
| Rang | Équipe             | Pts | J | G | N | P | Bp | Bc | Diff |  | Résultats (▼ dom., ► ext.) |     |     |     |     |
| ---- | ------------------ | --- | - | - | - | - | -- | -- | ---- |  | -------------------------- | --- | --- | --- | --- |
| 1    | Al-Hilal FC        | 13  | 6 | 4 | 1 | 1 | 11 | 5  | +6   |  | Al-Hilal FC                |     | 0-2 | 2-1 | 1-0 |
| 2    | Al-Rayyan SC       | 13  | 6 | 4 | 1 | 1 | 10 | 7  | +3   |  | Al-Rayyan SC               | 0-3 |     | 3-1 | 1-0 |
| 3    | Sharjah FC         | 5   | 6 | 1 | 2 | 3 | 7  | 11 | -4   |  | Sharjah FC                 | 2-2 | 1-1 |     | 2-1 |
| 4    | Istiqlol Douchanbé | 3   | 6 | 1 | 0 | 5 | 5  | 10 | -5   |  | Istiqlol Douchanbé         | 0-3 | 2-3 | 2-0 |     |

| 1er journée                  | Istiqlol Douchanbé                        | 2 - 3   | Al-Rayyan SC              | Stade international du Roi-Fahd, Riyad |                          |
| 8 avril 2022 20h15 UTC+03:00 | Suleymanov 3e · Isaev 67e                 | (1 - 2) | 8e Brahimi · 44e 71e Boli | Arbitrage : Yusuke Araki               | Arbitrage : Yusuke Araki |
| 8 avril 2022 20h15 UTC+03:00 | Mabatshoev 41e · Isaev 50e · Davronov 87e | Rapport | 77e Abouelela             | Arbitrage : Yusuke Araki               | Arbitrage : Yusuke Araki |

| 1er journée                  | Al-Hilal FC                       | 2 - 1   | Sharjah FC                | Stade du Prince Faisal bin Fahd, Riyad   |                                          |
| 8 avril 2022 23h15 UTC+03:00 | Al-Shehri 5e (pen.) · Michael 62e | (1 - 1) | 7e Shukurov               | Spectateurs : 13 579 Arbitrage : Ma Ning | Spectateurs : 13 579 Arbitrage : Ma Ning |
| 8 avril 2022 23h15 UTC+03:00 |                                   | Rapport | 81e Lucas · 85e Al-Hosani | Spectateurs : 13 579 Arbitrage : Ma Ning | Spectateurs : 13 579 Arbitrage : Ma Ning |

| 2e journée                    | Al-Rayyan SC  | 0 - 3   | Al-Hilal FC                                | Stade du Prince Faisal bin Fahd, Riyad          |                                                 |
| 11 avril 2022 20h15 UTC+03:00 |               | (0 - 1) | 27e Al-Hamdan · 49e Kanno · 87e Al-Dawsari | Spectateurs : 9 810 Arbitrage : Adham Makhadmeh | Spectateurs : 9 810 Arbitrage : Adham Makhadmeh |
| 11 avril 2022 20h15 UTC+03:00 | Abouelela 29e | Rapport | 63e Kanno                                  | Spectateurs : 9 810 Arbitrage : Adham Makhadmeh | Spectateurs : 9 810 Arbitrage : Adham Makhadmeh |

| 2e journée                    | Sharjah FC                                | 2 - 1   | Istiqlol Douchanbé | Stade international du Roi-Fahd, Riyad   |                                          |
| 11 avril 2022 23h15 UTC+03:00 | Lucas 54e · Bernard 57e                   | (0 - 1) | 29e Dzhalilov      | Spectateurs : 54 Arbitrage : Aziz Asimov | Spectateurs : 54 Arbitrage : Aziz Asimov |
| 11 avril 2022 23h15 UTC+03:00 | Lucas 33e · Surour 58e · Ibrahim 82e, 85e | Rapport | 69e Rakhimov       | Spectateurs : 54 Arbitrage : Aziz Asimov | Spectateurs : 54 Arbitrage : Aziz Asimov |

| 3e journée                    | Sharjah FC                                 | 1 - 1   | Al-Rayyan SC         | Stade international du Roi-Fahd, Riyad              |                                                     |
| 15 avril 2022 20h15 UTC+03:00 | Bernard 45e                                | (1 - 0) | 65e Nzonzi           | Spectateurs : 67 Arbitrage : Hettikamkanamge Perera | Spectateurs : 67 Arbitrage : Hettikamkanamge Perera |
| 15 avril 2022 20h15 UTC+03:00 | Abdulbasit 31e · Rashid 41e · Shukurov 62e | Rapport | 34e Traoré · 90e Ali | Spectateurs : 67 Arbitrage : Hettikamkanamge Perera | Spectateurs : 67 Arbitrage : Hettikamkanamge Perera |

| 3e journée                    | Al-Hilal FC  | 1 - 0   | Istiqlol Douchanbé               | Stade du Prince Faisal bin Fahd, Riyad        |                                               |
| 15 avril 2022 23h15 UTC+03:00 | Al-Faraj 52e | (0 - 0) |                                  | Spectateurs : 13 158 Arbitrage : Ahmed Al-Kaf | Spectateurs : 13 158 Arbitrage : Ahmed Al-Kaf |
| 15 avril 2022 23h15 UTC+03:00 |              | Rapport | 63e Rakhimov · 90+3e Imomnazarov | Spectateurs : 13 158 Arbitrage : Ahmed Al-Kaf | Spectateurs : 13 158 Arbitrage : Ahmed Al-Kaf |

| 4e journée                    | Al-Rayyan SC                                       | 3 - 1   | Sharjah FC                                                                              | Stade international du Roi-Fahd, Riyad   |                                          |
| 19 avril 2022 20h15 UTC+03:00 | Sultan 12e (csc) · Nzonzi 39e · Brahimi 62e (pen.) | (2 - 1) | 18e Lucas                                                                               | Spectateurs : 37 Arbitrage : Aziz Asimov | Spectateurs : 37 Arbitrage : Aziz Asimov |
| 19 avril 2022 20h15 UTC+03:00 | Al Tairi 1e · Boli 66e · Al-Korbi 74e              | Rapport | 42e Luanzinho · 45+2e Rashid · 48e Abdulrahman · 73e Sultan · 73e Shukurov · 85e Surour | Spectateurs : 37 Arbitrage : Aziz Asimov | Spectateurs : 37 Arbitrage : Aziz Asimov |

| 4e journée                    | Istiqlol Douchanbé | 0 - 3   | Al-Hilal FC                      | Stade du Prince Faisal bin Fahd, Riyad        |                                               |
| 19 avril 2022 23h15 UTC+03:00 |                    | (0 - 2) | 8e 33e Ighalo · 90+2e al-Dossari | Spectateurs : 10 241 Arbitrage : Hanna Hattab | Spectateurs : 10 241 Arbitrage : Hanna Hattab |
| 19 avril 2022 23h15 UTC+03:00 |                    | Rapport | 18e al-Dossari                   | Spectateurs : 10 241 Arbitrage : Hanna Hattab | Spectateurs : 10 241 Arbitrage : Hanna Hattab |

| 5e journée                    | Al-Rayyan SC           | 1 - 0   | Istiqlol Douchanbé                        | Stade international du Roi-Fahd, Riyad   |                                          |
| 23 avril 2022 20h15 UTC+03:00 | Boli 90e               | (0 - 0) |                                           | Spectateurs : 48 Arbitrage : Kim Hee-gon | Spectateurs : 48 Arbitrage : Kim Hee-gon |
| 23 avril 2022 20h15 UTC+03:00 | Ali 45+1e · Yasser 85e | Rapport | 14e Davronov · 50e Kasmynin · 85e Boucoum | Spectateurs : 48 Arbitrage : Kim Hee-gon | Spectateurs : 48 Arbitrage : Kim Hee-gon |

| 5e journée                    | Sharjah FC                                                                     | 2 - 2   | Al-Hilal FC                        | Stade du Prince Faisal bin Fahd, Riyad               |                                                      |
| 23 avril 2022 23h15 UTC+03:00 | Camara 5e · Rashid 45+1e                                                       | (2 - 0) | 78e Al-Mufarrij · 90+6e al-Dossari | Spectateurs : 9 241 Arbitrage : Mohanad Qasim Sarray | Spectateurs : 9 241 Arbitrage : Mohanad Qasim Sarray |
| 23 avril 2022 23h15 UTC+03:00 | Bernard 52e · Lucas 67e · Abdulrahman 90+2e · Shukurov 90+3e · Al-Hosani 90+5e | Rapport | 42e Abdulhamid · 85e Abdulhamid    | Spectateurs : 9 241 Arbitrage : Mohanad Qasim Sarray | Spectateurs : 9 241 Arbitrage : Mohanad Qasim Sarray |

| 6e journée                    | Al-Hilal FC                               | 0 - 2   | Al-Rayyan SC                           | Stade du Prince Faisal bin Fahd, Riyad      |                                             |
| 27 avril 2022 23h15 UTC+03:00 |                                           | (0 - 2) | 5e (csc) Jang · 43e Boli               | Spectateurs : 6 973 Arbitrage : Jumpei Iida | Spectateurs : 6 973 Arbitrage : Jumpei Iida |
| 27 avril 2022 23h15 UTC+03:00 | Al-Breik 11e · Marega 32e · Al-Hamdan 77e | Rapport | 27e Al Tairi · 73e Traoré · 88e Younes | Spectateurs : 6 973 Arbitrage : Jumpei Iida | Spectateurs : 6 973 Arbitrage : Jumpei Iida |

| 6e journée                    | Istiqlol Douchanbé                  | 2 - 0   | Sharjah FC                    | Stade international du Roi-Fahd, Riyad                |                                                       |
| 27 avril 2022 23h15 UTC+03:00 | Baboué Boucoum 14e · Kasmynin 90+1e | (1 - 0) |                               | Spectateurs : 15 Arbitrage : Mohd Amirul Izwan Yaacob | Spectateurs : 15 Arbitrage : Mohd Amirul Izwan Yaacob |
| 27 avril 2022 23h15 UTC+03:00 | Isaev 1e · Kasmynin 48e             | Rapport | 42e, 90+4e Meloni · 85e Kazim | Spectateurs : 15 Arbitrage : Mohd Amirul Izwan Yaacob | Spectateurs : 15 Arbitrage : Mohd Amirul Izwan Yaacob |

### Groupe B
| Rang | Équipe         | Pts | J | G | N | P | Bp | Bc | Diff |  | Résultats (▼ dom., ► ext.) |     |     |     |     |
| ---- | -------------- | --- | - | - | - | - | -- | -- | ---- |  | -------------------------- | --- | --- | --- | --- |
| 1    | Al-Shabab      | 16  | 6 | 5 | 1 | 0 | 18 | 1  | +17  |  | Al-Shabab                  |     | 6-0 | 3-0 | 3-0 |
| 2    | Mumbai City    | 7   | 6 | 2 | 1 | 3 | 3  | 11 | -8   |  | Mumbai City                | 0-3 |     | 1-0 | 0-0 |
| 3    | Air Force Club | 7   | 6 | 2 | 1 | 3 | 7  | 10 | -3   |  | Air Force Club             | 1-1 | 1-2 |     | 3-2 |
| 4    | Al-Jazira Club | 4   | 6 | 1 | 1 | 4 | 4  | 10 | -6   |  | Al-Jazira Club             | 0-2 | 1-0 | 1-2 |     |

| 1er journée                  | Mumbai City                                 | 0 - 3   | Al-Shabab                     | Stade du Prince Faisal bin Fahd, Riyad                   |                                                          |
| 8 avril 2022 20h15 UTC+03:00 |                                             | (0 - 1) | 36e 68e Banega · 77e Al-Ammar | Spectateurs : 3 000 Arbitrage : Mohd Amirul Izwan Yaacob | Spectateurs : 3 000 Arbitrage : Mohd Amirul Izwan Yaacob |
| 8 avril 2022 20h15 UTC+03:00 | Pratap Singh 31e · Lachenpa 35e · Singh 87e | Rapport |                               | Spectateurs : 3 000 Arbitrage : Mohd Amirul Izwan Yaacob | Spectateurs : 3 000 Arbitrage : Mohd Amirul Izwan Yaacob |

| 1er journée                  | Al-Jazira Club | 1 - 2   | Air Force Club                | Stade international du Roi-Fahd, Riyad |                             |
| 8 avril 2022 23h15 UTC+03:00 | Al-Ameri 43e   | (1 - 1) | 11e Jabbar · 82e Kazem        | Arbitrage : Ilgiz Tantashev            | Arbitrage : Ilgiz Tantashev |
| 8 avril 2022 23h15 UTC+03:00 |                | Rapport | 41e Abdul-Kadhim · 68e Miller | Arbitrage : Ilgiz Tantashev            | Arbitrage : Ilgiz Tantashev |

| 2e journée                    | Air Force Club | 1 - 2   | Mumbai City                     | Stade international du Roi-Fahd, Riyad    |                                           |
| 11 avril 2022 20h15 UTC+03:00 | Ahmed 59e      | (0 - 0) | 70e (pen.) Maurício · 75e Bheke | Spectateurs : 41 Arbitrage : Hanna Hattab | Spectateurs : 41 Arbitrage : Hanna Hattab |
| 11 avril 2022 20h15 UTC+03:00 | Jabar 22e      | Rapport | 90+2e Lachenpa                  | Spectateurs : 41 Arbitrage : Hanna Hattab | Spectateurs : 41 Arbitrage : Hanna Hattab |

| 2e journée                    | Al-Shabab                    | 3 - 0   | Al-Jazira Club | Stade du Prince Faisal bin Fahd, Riyad                 |                                                        |
| 11 avril 2022 23h15 UTC+03:00 | Carlos 6e 78e · Al-Ammar 18e | (2 - 0) |                | Spectateurs : 1 329 Arbitrage : Hettikamkanamge Perera | Spectateurs : 1 329 Arbitrage : Hettikamkanamge Perera |
| 11 avril 2022 23h15 UTC+03:00 | al-Abed 17e · Sharahili 89e  | Rapport | 81e Jamal      | Spectateurs : 1 329 Arbitrage : Hettikamkanamge Perera | Spectateurs : 1 329 Arbitrage : Hettikamkanamge Perera |

| 3e journée                    | Al-Jazira Club              | 1 - 0   | Mumbai City                                    | Stade international du Roi-Fahd, Riyad      |                                             |
| 14 avril 2022 20h15 UTC+03:00 | Mabkhout 40e (pen.)         | (1 - 0) |                                                | Spectateurs : 69 Arbitrage : Kim Jong-hyeok | Spectateurs : 69 Arbitrage : Kim Jong-hyeok |
| 14 avril 2022 20h15 UTC+03:00 | Khasif 87e · Mabkhout 90+4e | Rapport | 41e Jahouh · 41e Maurício · 54e Rai · 77e Fall | Spectateurs : 69 Arbitrage : Kim Jong-hyeok | Spectateurs : 69 Arbitrage : Kim Jong-hyeok |

| 3e journée                    | Air Force Club                                  | 1 - 1   | Al-Shabab                                 | Stade du Prince Faisal bin Fahd, Riyad           |                                                  |
| 14 avril 2022 23h15 UTC+03:00 | Miller 68e                                      | (0 - 0) | 90+6e Al-Qahtani                          | Spectateurs : 1 295 Arbitrage : Sivakorn Pu-udom | Spectateurs : 1 295 Arbitrage : Sivakorn Pu-udom |
| 14 avril 2022 23h15 UTC+03:00 | Hadi 7e · Mohammed 42e · Kazem 73e · Miller 73e | Rapport | 57e N'Diaye · 68e Banega · 72e Al-Qahtani | Spectateurs : 1 295 Arbitrage : Sivakorn Pu-udom | Spectateurs : 1 295 Arbitrage : Sivakorn Pu-udom |

| 4e journée                    | Mumbai City           | 0 - 0   | Al-Jazira Club | Stade international du Roi-Fahd, Riyad       |                                              |
| 18 avril 2022 20h15 UTC+03:00 |                       | (0 - 0) |                | Spectateurs : 23 Arbitrage : Hiroyuki Kimura | Spectateurs : 23 Arbitrage : Hiroyuki Kimura |
| 18 avril 2022 20h15 UTC+03:00 | Maurício 5e · Rai 11e | Rapport |                | Spectateurs : 23 Arbitrage : Hiroyuki Kimura | Spectateurs : 23 Arbitrage : Hiroyuki Kimura |

| 4e journée                    | Al-Shabab                     | 3 - 0   | Air Force Club                          | Stade du Prince Faisal bin Fahd, Riyad          |                                                 |
| 18 avril 2022 23h15 UTC+03:00 | al-Abed 30e · Carlos 39e 73e  | (2 - 0) |                                         | Spectateurs : 1 397 Arbitrage : Ilgiz Tantashev | Spectateurs : 1 397 Arbitrage : Ilgiz Tantashev |
| 18 avril 2022 23h15 UTC+03:00 | Al-Shamekh 33e · Tambakti 70e | Rapport | 37e Akakpo · 42e Ali Abbood · 89e Kazem | Spectateurs : 1 397 Arbitrage : Ilgiz Tantashev | Spectateurs : 1 397 Arbitrage : Ilgiz Tantashev |

| 5e journée                    | Air Force Club                             | 3 - 2   | Al-Jazira Club                            | Stade international du Roi-Fahd, Riyad    |                                           |
| 22 avril 2022 20h15 UTC+03:00 | Bayesh 6e · Abbas 60e · Abdul-Kadhim 90+1e | (1 - 0) | 62e Ramadan · 77e Traoré                  | Spectateurs : 50 Arbitrage : Ahmed Al-Kaf | Spectateurs : 50 Arbitrage : Ahmed Al-Kaf |
| 22 avril 2022 20h15 UTC+03:00 | Miller 87e                                 | Rapport | 52e Mabkhout · 84e Al Hammadi · 86e Ayman | Spectateurs : 50 Arbitrage : Ahmed Al-Kaf | Spectateurs : 50 Arbitrage : Ahmed Al-Kaf |

| 5e journée                    | Al-Shabab                                                        | 6 - 0   | Mumbai City            | Stade du Prince Faisal bin Fahd, Riyad  |                                         |
| 22 avril 2022 23h15 UTC+03:00 | Bahebri 19e 64e 66e · Fall 36e (csc) · Al-Jouei 52e · Carlos 81e | (2 - 0) |                        | Spectateurs : 1 135 Arbitrage : Fu Ming | Spectateurs : 1 135 Arbitrage : Fu Ming |
| 22 avril 2022 23h15 UTC+03:00 |                                                                  | Rapport | 79e Bheke · 88e Bhumij | Spectateurs : 1 135 Arbitrage : Fu Ming | Spectateurs : 1 135 Arbitrage : Fu Ming |

| 6e journée                    | Mumbai City                  | 1 - 0   | Air Force Club                       | Stade international du Roi-Fahd, Riyad      |                                             |
| 26 avril 2022 23h15 UTC+03:00 | Maurício 31e                 | (1 - 0) |                                      | Spectateurs : 5 Arbitrage : Adham Makhadmeh | Spectateurs : 5 Arbitrage : Adham Makhadmeh |
| 26 avril 2022 23h15 UTC+03:00 | Pratap Singh 4e · Fall 45+1e | Rapport | 52e Hadi · 83e Miller · 90+5e Bayesh | Spectateurs : 5 Arbitrage : Adham Makhadmeh | Spectateurs : 5 Arbitrage : Adham Makhadmeh |

| 6e journée                    | Al-Jazira Club | 0 - 2   | Al-Shabab               | Stade du Prince Faisal bin Fahd, Riyad        |                                               |
| 26 avril 2022 23h15 UTC+03:00 |                | (0 - 0) | 68e Mary · 88e Paulinho | Spectateurs : 437 Arbitrage : Ilgiz Tantashev | Spectateurs : 437 Arbitrage : Ilgiz Tantashev |
| 26 avril 2022 23h15 UTC+03:00 |                | Rapport | 34e Al-Sharari          | Spectateurs : 437 Arbitrage : Ilgiz Tantashev | Spectateurs : 437 Arbitrage : Ilgiz Tantashev |

### Groupe C
| Rang | Équipe              | Pts | J | G | N | P | Bp | Bc | Diff |  | Résultats (▼ dom., ► ext.) |     |     |     |     |
| ---- | ------------------- | --- | - | - | - | - | -- | -- | ---- |  | -------------------------- | --- | --- | --- | --- |
| 1    | Foolad Ahvaz        | 12  | 6 | 3 | 3 | 0 | 5  | 2  | +3   |  | Foolad Ahvaz               |     | 1-1 | 0-0 | 1-0 |
| 2    | Shabab Al-Ahli Club | 10  | 6 | 2 | 4 | 0 | 14 | 7  | +7   |  | Shabab Al-Ahli Club        | 1-1 |     | 8-2 | 2-1 |
| 3    | Al-Gharafa SC       | 5   | 6 | 1 | 2 | 3 | 7  | 14 | -7   |  | Al-Gharafa SC              | 0-1 | 1-1 |     | 2-0 |
| 4    | FK Ahal Änew        | 4   | 6 | 1 | 1 | 4 | 6  | 9  | -3   |  | FK Ahal Änew               | 0-1 | 1-1 | 4-2 |     |

| 1er journée                  | Foolad Ahvaz                                  | 0 - 0   | Al-Gharafa SC                          | Stade du Prince Abdullah Al-Faisal, Djeddah |                                            |
| 7 avril 2022 20h15 UTC+03:00 |                                               | (0 - 0) |                                        | Spectateurs : 100 Arbitrage : Ko Hyung-jin  | Spectateurs : 100 Arbitrage : Ko Hyung-jin |
| 7 avril 2022 20h15 UTC+03:00 | Abshak 31e · Luciano Chimba 53e · Koushki 90e | Rapport | 2e Hanni · 22e Gabriel · 65e Ezatolahi | Spectateurs : 100 Arbitrage : Ko Hyung-jin  | Spectateurs : 100 Arbitrage : Ko Hyung-jin |

| 1er journée                  | FK Ahal Änew | 1 - 1   | Shabab Al-Ahli Club       | Stade Roi-Abdallah, Djeddah                  |                                              |
| 7 avril 2022 23h15 UTC+03:00 | Bäşimow 75e  | (0 - 0) | 79e (pen.) Ganiev         | Spectateurs : 76 Arbitrage : Rowan Arumughan | Spectateurs : 76 Arbitrage : Rowan Arumughan |
| 7 avril 2022 23h15 UTC+03:00 | Amanow 90+1e | Rapport | 51e Ganiev · 90+3e Khamis | Spectateurs : 76 Arbitrage : Rowan Arumughan | Spectateurs : 76 Arbitrage : Rowan Arumughan |

| 2e journée                    | Shabab Al-Ahli Club    | 1 - 1   | Foolad Ahvaz         | Stade Roi-Abdallah, Djeddah             |                                         |
| 10 avril 2022 20h15 UTC+03:00 | Cartabia 90+1e         | (0 - 0) | 83e (csc) Nourollahi | Spectateurs : 79 Arbitrage : Ryūji Satō | Spectateurs : 79 Arbitrage : Ryūji Satō |
| 10 avril 2022 20h15 UTC+03:00 | Olsen 47e · Hassan 59e | Rapport | 72e Heydarieh        | Spectateurs : 79 Arbitrage : Ryūji Satō | Spectateurs : 79 Arbitrage : Ryūji Satō |

| 2e journée                    | Al-Gharafa SC               | 2 - 0   | FK Ahal Änew                | Stade du Prince Abdullah Al-Faisal, Djeddah |                                          |
| 10 avril 2022 23h15 UTC+03:00 | Diabaté 60e · Alaaeldin 87e | (0 - 0) |                             | Spectateurs : 74 Arbitrage : Shaun Evans    | Spectateurs : 74 Arbitrage : Shaun Evans |
| 10 avril 2022 23h15 UTC+03:00 | Ali Mukhtar 45+1e           | Rapport | 72e Geldiýew · 89e Mammedov | Spectateurs : 74 Arbitrage : Shaun Evans    | Spectateurs : 74 Arbitrage : Shaun Evans |

| 3e journée                    | Foolad Ahvaz                         | 1 - 0   | FK Ahal Änew                                       | Stade Roi-Abdallah, Djeddah            |                                        |
| 14 avril 2022 20h15 UTC+03:00 | Coulibaly 90+7e                      | (0 - 0) |                                                    | Spectateurs : 25 Arbitrage : Ali Sabah | Spectateurs : 25 Arbitrage : Ali Sabah |
| 14 avril 2022 20h15 UTC+03:00 | Chimba 57e · Abshak 81e · Ansari 90e | Rapport | 23e, 51e Söýünow · 90+2e Charyyev · 90+5e Mammedov | Spectateurs : 25 Arbitrage : Ali Sabah | Spectateurs : 25 Arbitrage : Ali Sabah |

| 3e journée                    | Al-Gharafa SC           | 1 - 1   | Shabab Al-Ahli Club                                           | Stade du Prince Abdullah Al-Faisal, Djeddah    |                                                |
| 14 avril 2022 23h15 UTC+03:00 | Sofiane Hanni 44e       | (1 - 0) | 90+1e Cartabia                                                | Spectateurs : 143 Arbitrage : Nazmi Nasaruddin | Spectateurs : 143 Arbitrage : Nazmi Nasaruddin |
| 14 avril 2022 23h15 UTC+03:00 | Surag 40e · Ahmed 90+2e | Rapport | 27e Sofiane Hanni · 39e Khamis · 78e Khamis · 90+2e Al-Maazmi | Spectateurs : 143 Arbitrage : Nazmi Nasaruddin | Spectateurs : 143 Arbitrage : Nazmi Nasaruddin |

| 4e journée                    | FK Ahal Änew                    | 0 - 1   | Foolad Ahvaz                                  | Stade Roi-Abdallah, Djeddah                   |                                               |
| 18 avril 2022 20h15 UTC+03:00 |                                 | (0 - 1) | 39e Patosi                                    | Spectateurs : 75 Arbitrage : Nazmi Nasaruddin | Spectateurs : 75 Arbitrage : Nazmi Nasaruddin |
| 18 avril 2022 20h15 UTC+03:00 | Geldiýew 88e · Nurmuradov 90+7e | Rapport | 63e Rezavand · 75e Gordan · 90+6e Shah Abbasi | Spectateurs : 75 Arbitrage : Nazmi Nasaruddin | Spectateurs : 75 Arbitrage : Nazmi Nasaruddin |

| 4e journée                    | Shabab Al-Ahli Club                                                                           | 8 - 2   | Al-Gharafa SC                    | Stade du Prince Abdullah Al-Faisal, Djeddah |                                            |
| 18 avril 2022 23h15 UTC+03:00 | Lehne Olsen 14e 40e · Al-Maazmi 42e · Ganiev 50e 83e · Cartabia 51e · Jumaa 66e · Sanqour 78e | (3 - 1) | 16e Alaaeldin · 59e (pen.) Hanni | Spectateurs : 185 Arbitrage : Ko Hyung-jin  | Spectateurs : 185 Arbitrage : Ko Hyung-jin |
| 18 avril 2022 23h15 UTC+03:00 | Jaber 57e                                                                                     | Rapport | 41e Alhaj                        | Spectateurs : 185 Arbitrage : Ko Hyung-jin  | Spectateurs : 185 Arbitrage : Ko Hyung-jin |

| 5e journée                    | Shabab Al-Ahli Club | 2 - 1   | FK Ahal Änew                                    | Stade Roi-Abdallah, Djeddah              |                                          |
| 22 avril 2022 20h15 UTC+03:00 | Cartabia 13e 45e    | (2 - 0) | 74e (pen.) Amanow                               | Spectateurs : 41 Arbitrage : Shaun Evans | Spectateurs : 41 Arbitrage : Shaun Evans |
| 22 avril 2022 20h15 UTC+03:00 | Abbas 71e           | Rapport | 19e Hojamammedov · 61e Gurbani · 90+5e Mammedov | Spectateurs : 41 Arbitrage : Shaun Evans | Spectateurs : 41 Arbitrage : Shaun Evans |

| 5e journée                    | Al-Gharafa SC                                                                                       | 0 - 1   | Foolad Ahvaz                                                              | Stade du Prince Abdullah Al-Faisal, Djeddah |                                         |
| 22 avril 2022 23h15 UTC+03:00 | | (0 - 1) | 15e Pereira                                                               | Spectateurs : 55 Arbitrage : Ryuji Sato     | Spectateurs : 55 Arbitrage : Ryuji Sato |
| 22 avril 2022 23h15 UTC+03:00 | Alaaeldin 10e · Gabriel 23e, 90+11e · Al-Muhaza 33e · Essam 90+2e · Ahmed 90+5e · Ali Mukhtar 90+8e | Rapport | 26e Abbasi · 30e Rezavand · 67e Koushki · 90+4e Najjarian · 90+10e Moridi | Spectateurs : 55 Arbitrage : Ryuji Sato     | Spectateurs : 55 Arbitrage : Ryuji Sato |

| 6e journée                    | Foolad Ahvaz      | 1 - 1   | Shabab Al-Ahli Club      | Stade du Prince Abdullah Al-Faisal, Djeddah |                                           |
| 26 avril 2022 23h15 UTC+03:00 | Chimba 71e (pen.) | (0 - 0) | 82e Al Ghassani          | Spectateurs : 46 Arbitrage : Ko Hyung-jin   | Spectateurs : 46 Arbitrage : Ko Hyung-jin |
| 26 avril 2022 23h15 UTC+03:00 |                   | Rapport | 68e Hussain · 73e Khamis | Spectateurs : 46 Arbitrage : Ko Hyung-jin   | Spectateurs : 46 Arbitrage : Ko Hyung-jin |

| 6e journée                    | FK Ahal Änew                                              | 4 - 2   | Al-Gharafa SC                                  | Stade Roi-Abdallah, Djeddah           |                                       |
| 26 avril 2022 23h15 UTC+03:00 | Amanow 8e (pen.) 70e (pen.) 80e · Beknazarov 38e          | (2 - 1) | 35e Hassan · 90+4e (pen.) Hanni                | Spectateurs : 23 Arbitrage : Ali Reda | Spectateurs : 23 Arbitrage : Ali Reda |
| 26 avril 2022 23h15 UTC+03:00 | Mammedov 47e · Hojaýew 54e · Geldiýew 65e · Bäşimow 90+3e | Rapport | 64e Syahputra · 87e Al Ganehi · 90+3e Fadlalla | Spectateurs : 23 Arbitrage : Ali Reda | Spectateurs : 23 Arbitrage : Ali Reda |

### Groupe D
| Rang | Équipe             | Pts | J | G | N | P | Bp | Bc | Diff |  | Résultats (▼ dom., ► ext.) |     |     |     |     |
| ---- | ------------------ | --- | - | - | - | - | -- | -- | ---- |  | -------------------------- | --- | --- | --- | --- |
| 1    | Al-Duhail SC       | 15  | 6 | 5 | 0 | 1 | 17 | 9  | +8   |  | Al-Duhail SC               |     | 1-2 | 5-2 | 3-2 |
| 2    | Al-Taawoun         | 7   | 6 | 2 | 1 | 3 | 13 | 12 | +1   |  | Al-Taawoun                 | 3-4 |     | 3-0 | 0-1 |
| 3    | Sepahan FC         | 7   | 6 | 2 | 1 | 3 | 8  | 12 | -4   |  | Sepahan FC                 | 0-1 | 1-1 |     | 2-1 |
| 4    | Pakhtakor Tachkent | 6   | 6 | 2 | 0 | 4 | 10 | 15 | -5   |  | Pakhtakor Tachkent         | 0-3 | 5-4 | 1-3 |     |

| 1er journée                  | Pakhtakor Tachkent | 1 - 3   | Sepahan FC                              | Stade Roi-Abdallah, Buraydah                 |                                              |
| 7 avril 2022 20h15 UTC+03:00 | Ćeran 28e          | (1 - 0) | 49e 55e Moghanlou · 70e Hosseini        | Spectateurs : 15 Arbitrage : Adham Makhadmeh | Spectateurs : 15 Arbitrage : Adham Makhadmeh |
| 7 avril 2022 20h15 UTC+03:00 | Hadzhiev 64e       | Rapport | 25e Moghanlou · 33e Rafiei · 34e Karimi | Spectateurs : 15 Arbitrage : Adham Makhadmeh | Spectateurs : 15 Arbitrage : Adham Makhadmeh |

| 1er journée                  | Al-Duhail SC       | 1 - 2   | Al-Taawoun                  | Stade Roi-Abdallah, Buraydah                         |                                                      |
| 7 avril 2022 23h15 UTC+03:00 | Edmilson Junior 7e | (1 - 1) | 11e Tawamba · 86e Medrán    | Spectateurs : 4 924 Arbitrage : Mohanad Qasim Sarray | Spectateurs : 4 924 Arbitrage : Mohanad Qasim Sarray |
| 7 avril 2022 23h15 UTC+03:00 | Al-Rawi 68e        | Rapport | 36e Luyindama · 83e Tawamba | Spectateurs : 4 924 Arbitrage : Mohanad Qasim Sarray | Spectateurs : 4 924 Arbitrage : Mohanad Qasim Sarray |

| 2e journée                    | Sepahan FC     | 0 - 1   | Al-Duhail SC            | Stade Roi-Abdallah, Buraydah                  |                                               |
| 10 avril 2022 20h15 UTC+03:00 |                | (0 - 0) | 84e Olunga              | Spectateurs : 67 Arbitrage : Sivakorn Pu-udom | Spectateurs : 67 Arbitrage : Sivakorn Pu-udom |
| 10 avril 2022 20h15 UTC+03:00 | Ahmadzadeh 26e | Rapport | 9e Luiz Ceará · 41e Ali | Spectateurs : 67 Arbitrage : Sivakorn Pu-udom | Spectateurs : 67 Arbitrage : Sivakorn Pu-udom |

| 2e journée                    | Al-Taawoun                     | 0 - 1   | Pakhtakor Tachkent                   | Stade Roi-Abdallah, Buraydah                    |                                                 |
| 10 avril 2022 23h15 UTC+03:00 |                                | (0 - 0) | 83e Erkinov                          | Spectateurs : 4 105 Arbitrage : Hiroyuki Kimura | Spectateurs : 4 105 Arbitrage : Hiroyuki Kimura |
| 10 avril 2022 23h15 UTC+03:00 | Al-Mousa 90+7e · Tawamba 90+8e | Rapport | 44e Ćeran · 88e Alibaev · 90e Azamov | Spectateurs : 4 105 Arbitrage : Hiroyuki Kimura | Spectateurs : 4 105 Arbitrage : Hiroyuki Kimura |

| 3e journée                    | Al-Duhail SC       | 3 - 2   | Pakhtakor Tachkent             | Stade Roi-Abdallah, Buraydah               |                                            |
| 14 avril 2022 20h15 UTC+03:00 | Junior 66e 71e 84e | (0 - 1) | 44e Sarkic · 69e Sabirkhodjaev | Spectateurs : 136 Arbitrage : Kim Dae-yong | Spectateurs : 136 Arbitrage : Kim Dae-yong |
| 14 avril 2022 20h15 UTC+03:00 | Madibo 87e         | Rapport | 53e Hamrobekov · 88e Yoqubov   | Spectateurs : 136 Arbitrage : Kim Dae-yong | Spectateurs : 136 Arbitrage : Kim Dae-yong |

| 3e journée                    | Al-Taawoun                            | 3 - 0   | Sepahan FC                                                      | Stade Roi-Abdallah, Buraydah            |                                         |
| 14 avril 2022 23h15 UTC+03:00 | Al-Sobhi 43e · Luís 46e · Al-Bakr 77e | (1 - 0) |                                                                 | Spectateurs : 3 260 Arbitrage : Ma Ning | Spectateurs : 3 260 Arbitrage : Ma Ning |
| 14 avril 2022 23h15 UTC+03:00 | Al-Rashidi 12e                        | Rapport | 10e Pourghaz · 17e Esmaeilifar · 68e Noorafkan · 76e Gvelesiani | Spectateurs : 3 260 Arbitrage : Ma Ning | Spectateurs : 3 260 Arbitrage : Ma Ning |

| 4e journée                    | Pakhtakor Tachkent                                                                      | 0 - 3   | Al-Duhail SC                         | Stade Roi-Abdallah, Buraydah                          |                                                       |
| 18 avril 2022 20h15 UTC+03:00 |                                                                                         | (0 - 2) | 32e Al-Rawi · 45+2e Olunga · 47e Ali | Spectateurs : 82 Arbitrage : Mohd Amirul Izwan Yaacob | Spectateurs : 82 Arbitrage : Mohd Amirul Izwan Yaacob |
| 18 avril 2022 20h15 UTC+03:00 | Sayfiev 11e · Alidjanov 42e · Mirakhmadov 69e, 90+2e · Turgʻunboyev 73e · Alibaev 90+1e | Rapport | 61e Madibo                           | Spectateurs : 82 Arbitrage : Mohd Amirul Izwan Yaacob | Spectateurs : 82 Arbitrage : Mohd Amirul Izwan Yaacob |

| 4e journée                    | Sepahan FC    | 1 - 1   | Al-Taawoun                      | Stade Roi-Abdallah, Buraydah                    |                                                 |
| 18 avril 2022 23h15 UTC+03:00 | Moghanlou 65e | (0 - 0) | 47e Al-Nabit                    | Spectateurs : 3 789 Arbitrage : Adham Makhadmeh | Spectateurs : 3 789 Arbitrage : Adham Makhadmeh |
| 18 avril 2022 23h15 UTC+03:00 | Salmani 50e   | Rapport | 45+2e Luyindama · 90+1e Tawamba | Spectateurs : 3 789 Arbitrage : Adham Makhadmeh | Spectateurs : 3 789 Arbitrage : Adham Makhadmeh |

| 5e journée                    | Sepahan FC                                  | 2 - 1   | Pakhtakor Tachkent                              | Stade Roi-Abdallah, Buraydah             |                                          |
| 22 avril 2022 20h15 UTC+03:00 | Shahbazzadeh 76e 90+3e                      | (0 - 0) | 79e Alidjanov                                   | Spectateurs : 20 Arbitrage : Jumpei Iida | Spectateurs : 20 Arbitrage : Jumpei Iida |
| 22 avril 2022 20h15 UTC+03:00 | Ahmadzadeh 40e · Karimi 59e · Moghanlou 80e | Rapport | 44e Sabirkhodjaev · 74e Hamrobekov · 83e Azamov | Spectateurs : 20 Arbitrage : Jumpei Iida | Spectateurs : 20 Arbitrage : Jumpei Iida |

| 5e journée                    | Al-Taawoun                                            | 3 - 4   | Al-Duhail SC                                  | Stade Roi-Abdallah, Buraydah                    |                                                 |
| 22 avril 2022 23h15 UTC+03:00 | Tawamba 21e 36e · Al-Amri 25e                         | (3 - 1) | 10e Boudiaf · 58e 84e (pen.) Junior · 87e Ali | Spectateurs : 4 147 Arbitrage : Hiroyuki Kimura | Spectateurs : 4 147 Arbitrage : Hiroyuki Kimura |
| 22 avril 2022 23h15 UTC+03:00 | Luís 30e · Al-Oyayari 78e · Medrán 82e · Al-Sobhi 86e | Rapport | 19e Al-Brake · 88e Ali                        | Spectateurs : 4 147 Arbitrage : Hiroyuki Kimura | Spectateurs : 4 147 Arbitrage : Hiroyuki Kimura |

| 6e journée                    | Al-Duhail SC                                | 5 - 2   | Sepahan FC                  | Stade Roi-Abdallah, Buraydah              |                                           |
| 26 avril 2022 20h15 UTC+03:00 | Olunga 10e 35e · Junior 41e 90e · Sassi 50e | (3 - 1) | 20e Nejadmehdi · 82e Rafiei | Spectateurs : 26 Arbitrage : Hanna Hattab | Spectateurs : 26 Arbitrage : Hanna Hattab |
| 26 avril 2022 20h15 UTC+03:00 | Madibo 12e · Musa 17e                       | Rapport | 84e Mohkamkar               | Spectateurs : 26 Arbitrage : Hanna Hattab | Spectateurs : 26 Arbitrage : Hanna Hattab |

| 6e journée                    | Pakhtakor Tachkent                                                                                | 5 - 4   | Al-Taawoun                                          | Stade Roi-Abdallah, Buraydah            |                                         |
| 26 avril 2022 23h15 UTC+03:00 | Fayzullayev 22e · Turgʻunboyev 31e · Sabirkhodjaev 32e · Mirakhmadov 78e · Ergashboyev 86e        | (3 - 1) | 14e Al-Bakr · 51e 60e Al-Nabit · 83e (pen.) Al-Amri | Spectateurs : 2 681 Arbitrage : Ma Ning | Spectateurs : 2 681 Arbitrage : Ma Ning |
| 26 avril 2022 23h15 UTC+03:00 | Fayzullayev 16e · Hadzhiev 27e · Alibaev 82e · Sayfiev 82e · Mirakhmadov 84e · Turgʻunboyev 90+3e | Rapport | 36e Al-Amri · 72e Al-Sobhi                          | Spectateurs : 2 681 Arbitrage : Ma Ning | Spectateurs : 2 681 Arbitrage : Ma Ning |

### Groupe E
| Rang | Équipe          | Pts | J | G | N | P | Bp | Bc | Diff |  | Résultats (▼ dom., ► ext.) |     |     |     |     |
| ---- | --------------- | --- | - | - | - | - | -- | -- | ---- |  | -------------------------- | --- | --- | --- | --- |
| 1    | Al Faisaly Club | 9   | 6 | 2 | 3 | 1 | 5  | 4  | +1   |  | Al Faisaly Club            |     | 0-0 | 2-1 | 1-1 |
| 2    | Nasaf Qarshi    | 9   | 6 | 2 | 3 | 1 | 8  | 5  | +3   |  | Nasaf Qarshi               | 0-1 |     | 3-1 | 2-0 |
| 3    | Al-Sadd SC      | 7   | 6 | 2 | 1 | 3 | 10 | 11 | -1   |  | Al-Sadd SC                 | 1-0 | 1-1 |     | 5-2 |
| 4    | Al-Weehdat Club | 6   | 6 | 1 | 3 | 2 | 9  | 12 | -3   |  | Al-Weehdat Club            | 1-1 | 2-2 | 3-1 |     |

| 1er journée                  | Al-Sadd SC               | 1 - 1   | Nasaf Qarshi                                 | Stade Prince Mohamed bin Fahd, Dammam      |                                            |
| 8 avril 2022 20h15 UTC+03:00 | Khoukhi 55e              | (0 - 1) | 31e (csc) Correia                            | Spectateurs : 230 Arbitrage : Hanna Hattab | Spectateurs : 230 Arbitrage : Hanna Hattab |
| 8 avril 2022 20h15 UTC+03:00 | Hassan 27e · Correia 63e | Rapport | 11e Smajlagić · 50e Nurulloev · 61e Davronov | Spectateurs : 230 Arbitrage : Hanna Hattab | Spectateurs : 230 Arbitrage : Hanna Hattab |

| 1er journée                  | Al-Weehdat Club        | 1 - 1   | Al Faisaly Club | Stade Prince Mohamed bin Fahd, Dammam        |                                              |
| 8 avril 2022 23h15 UTC+03:00 | Samir 50e              | (0 - 1) | 12e Faik        | Spectateurs : 1 758 Arbitrage : Ahmed Al-Kaf | Spectateurs : 1 758 Arbitrage : Ahmed Al-Kaf |
| 8 avril 2022 23h15 UTC+03:00 | Assam 22e · Bitang 35e | Rapport |                 | Spectateurs : 1 758 Arbitrage : Ahmed Al-Kaf | Spectateurs : 1 758 Arbitrage : Ahmed Al-Kaf |

| 2e journée                    | Nasaf Qarshi              | 2 - 0   | Al-Weehdat Club | Stade Prince Mohamed bin Fahd, Dammam     |                                           |
| 11 avril 2022 20h15 UTC+03:00 | Stanojević 71e 85e (pen.) | (0 - 0) |                 | Spectateurs : 804 Arbitrage : Kim Hee-gon | Spectateurs : 804 Arbitrage : Kim Hee-gon |
| 11 avril 2022 20h15 UTC+03:00 | Mozgovoy 69e              | Rapport |                 | Spectateurs : 804 Arbitrage : Kim Hee-gon | Spectateurs : 804 Arbitrage : Kim Hee-gon |

| 2e journée                    | Al Faisaly Club        | 2 - 1   | Al-Sadd SC                 | Stade Prince Mohamed bin Fahd, Dammam |                                       |
| 11 avril 2022 23h15 UTC+03:00 | Faik 16e · Tavares 53e | (1 - 1) | 4e Al Haydos               | Spectateurs : 700 Arbitrage : Ming Fu | Spectateurs : 700 Arbitrage : Ming Fu |
| 11 avril 2022 23h15 UTC+03:00 |                        | Rapport | 45+1e Salman · 59e Khoukhi | Spectateurs : 700 Arbitrage : Ming Fu | Spectateurs : 700 Arbitrage : Ming Fu |

| 3e journée                    | Al-Sadd SC                                                              | 5 - 2   | Al-Weehdat Club             | Stade Prince Mohamed bin Fahd, Dammam                |                                                      |
| 15 avril 2022 20h15 UTC+03:00 | Afif 23e (pen.) · Cazorla 58e · Ayew 62e · Tabata 72e · Al Bayati 90+3e | (1 - 2) | 42e Samir · 44e Anas        | Spectateurs : 1 080 Arbitrage : Mohanad Qasim Sarray | Spectateurs : 1 080 Arbitrage : Mohanad Qasim Sarray |
| 15 avril 2022 20h15 UTC+03:00 | Al Sheeb 80e · Correia 87e                                              | Rapport | 17e Abu Hasheesh · 57e Anas | Spectateurs : 1 080 Arbitrage : Mohanad Qasim Sarray | Spectateurs : 1 080 Arbitrage : Mohanad Qasim Sarray |

| 3e journée                    | Nasaf Qarshi                  | 0 - 1   | Al Faisaly Club        | Stade Prince Mohamed bin Fahd, Dammam     |                                           |
| 15 avril 2022 23h15 UTC+03:00 |                               | (0 - 1) | 29e Tavares            | Spectateurs : 200 Arbitrage : Jumpei Iida | Spectateurs : 200 Arbitrage : Jumpei Iida |
| 15 avril 2022 23h15 UTC+03:00 | Stanojević 52e · Aliqulov 53e | Rapport | 25e Qassem · 77e Boyle | Spectateurs : 200 Arbitrage : Jumpei Iida | Spectateurs : 200 Arbitrage : Jumpei Iida |

| 4e journée                    | Al-Weehdat Club                                       | 3 - 1   | Al-Sadd SC                 | Stade Prince Mohamed bin Fahd, Dammam       |                                             |
| 19 avril 2022 20h15 UTC+03:00 | Al Dmeiri 48e · Assam 60e · Samir 75e                 | (0 - 0) | 54e Tabata                 | Spectateurs : 400 Arbitrage : Kim Young-dae | Spectateurs : 400 Arbitrage : Kim Young-dae |
| 19 avril 2022 20h15 UTC+03:00 | Anas 32e · Assam 43e · Abu Hasheesh 84e · Allan 90+6e | Rapport | 50e Guilherme · 78e Hassan | Spectateurs : 400 Arbitrage : Kim Young-dae | Spectateurs : 400 Arbitrage : Kim Young-dae |

| 4e journée                    | Al Faisaly Club                | 0 - 0   | Nasaf Qarshi | Stade Prince Mohamed bin Fahd, Dammam      |                                            |
| 19 avril 2022 23h15 UTC+03:00 |                                | (0 - 0) |              | Spectateurs : 345 Arbitrage : Ahmed Al-Kaf | Spectateurs : 345 Arbitrage : Ahmed Al-Kaf |
| 19 avril 2022 23h15 UTC+03:00 | Al-Ahmed 19e · Al-Saiari 90+2e | Rapport |              | Spectateurs : 345 Arbitrage : Ahmed Al-Kaf | Spectateurs : 345 Arbitrage : Ahmed Al-Kaf |

| 5e journée                    | Nasaf Qarshi                     | 3 - 1   | Al-Sadd SC | Stade Prince Mohamed bin Fahd, Dammam |                                      |
| 23 avril 2022 20h15 UTC+03:00 | Mozgovoy 63e 77e · Norchayev 75e | (0 - 0) |            | Spectateurs : 85 Arbitrage : Ma Ning  | Spectateurs : 85 Arbitrage : Ma Ning |
| 23 avril 2022 20h15 UTC+03:00 | Davronov 57e · Saitov 74e        | Rapport |            | Spectateurs : 85 Arbitrage : Ma Ning  | Spectateurs : 85 Arbitrage : Ma Ning |

| 5e journée                    | Al Faisaly Club | 1 - 1   | Al-Weehdat Club | Stade Prince Mohamed bin Fahd, Dammam          |                                                |
| 23 avril 2022 23h15 UTC+03:00 | Boyle 90+3e     | (0 - 0) | 90+1e Sariweh   | Spectateurs : 1 101 Arbitrage : Kim Jong-hyeok | Spectateurs : 1 101 Arbitrage : Kim Jong-hyeok |
| 23 avril 2022 23h15 UTC+03:00 | Rapport         |         |                 | Spectateurs : 1 101 Arbitrage : Kim Jong-hyeok | Spectateurs : 1 101 Arbitrage : Kim Jong-hyeok |

| 6e journée                    | Al-Weehdat Club           | 2 - 2   | Nasaf Qarshi                  | Stade Prince Mohamed bin Fahd, Dammam |                                       |
| 27 avril 2022 20h15 UTC+03:00 | Anas 34e · Abu Taha 84e   | (1 - 1) | 3e Stanojević · 59e Norchayev | Spectateurs : 400 Arbitrage : Fu Ming | Spectateurs : 400 Arbitrage : Fu Ming |
| 27 avril 2022 20h15 UTC+03:00 | Shelbaieh 9e · Bitang 43e | Rapport |                               | Spectateurs : 400 Arbitrage : Fu Ming | Spectateurs : 400 Arbitrage : Fu Ming |

| 6e journée                    | Al-Sadd SC                | 1 - 0   | Al Faisaly Club | Stade Prince Mohamed bin Fahd, Dammam                |                                                      |
| 27 avril 2022 23h15 UTC+03:00 | Correia 45+2e             | (1 - 0) |                 | Spectateurs : 200 Arbitrage : Hettikamkanamge Perera | Spectateurs : 200 Arbitrage : Hettikamkanamge Perera |
| 27 avril 2022 23h15 UTC+03:00 | Tabata 25e · Al-Hajri 36e | Rapport | 10e Al-Qumayzi  | Spectateurs : 200 Arbitrage : Hettikamkanamge Perera | Spectateurs : 200 Arbitrage : Hettikamkanamge Perera |

### Groupe F
| Rang | Équipe              | Pts | J | G | N | P | Bp | Bc | Diff |  | Résultats (▼ dom., ► ext.) |     |     |     |     |
| ---- | ------------------- | --- | - | - | - | - | -- | -- | ---- |  | -------------------------- | --- | --- | --- | --- |
| 1    | Daegu FC            | 13  | 6 | 4 | 1 | 1 | 14 | 4  | +10  |  | Daegu FC                   |     | 1-0 | 0-3 | 4-0 |
| 2    | Urawa Red Diamonds  | 13  | 6 | 4 | 1 | 1 | 20 | 2  | +18  |  | Urawa Red Diamonds         | 0-0 |     | 6-0 | 5-0 |
| 3    | Lion City Sailors   | 7   | 6 | 2 | 1 | 3 | 8  | 14 | -6   |  | Lion City Sailors          | 1-2 | 1-4 |     | 3-2 |
| 4    | Shandong Taishan FC | 1   | 6 | 0 | 1 | 5 | 2  | 24 | -22  |  | Shandong Taishan FC        | 0-7 | 0-5 | 0-0 |     |

| 1er journée                   | Shandong Taishan FC | 0 - 7   | Daegu FC                                                     | Stade Buriram City, Buriram                   |                                               |
| 15 avril 2022 18h00 UTC+07:00 |                     | (0 - 3) | 15e Lee · 19e 26e 77e Zeca · 48e Hong · 66e Lamas · 69e Jung | Spectateurs : 272 Arbitrage : Khaled Al-Teris | Spectateurs : 272 Arbitrage : Khaled Al-Teris |
| 15 avril 2022 18h00 UTC+07:00 | Guo 90+2e           | Rapport | 84e Kim                                                      | Spectateurs : 272 Arbitrage : Khaled Al-Teris | Spectateurs : 272 Arbitrage : Khaled Al-Teris |

| 1er journée                   | Lion City Sailors         | 1 - 4   | Urawa Red Diamonds                           | Stade Buriram, Buriram                           |                                                  |
| 15 avril 2022 21h00 UTC+07:00 | Moberg Karlsson 43e (csc) | (1 - 3) | 15e Esaka · 42e Moberg Karlsson · 47e Matsuo | Spectateurs : 394 Arbitrage : Salman Ahmad Flahi | Spectateurs : 394 Arbitrage : Salman Ahmad Flahi |
| 15 avril 2022 21h00 UTC+07:00 | Nor 25e                   | Rapport | 68e Iwao                                     | Spectateurs : 394 Arbitrage : Salman Ahmad Flahi | Spectateurs : 394 Arbitrage : Salman Ahmad Flahi |

| 2e journée                    | Daegu FC                              | 0 - 3   | Lion City Sailors                   | Stade Buriram City, Buriram                         |                                                     |
| 18 avril 2022 18h00 UTC+07:00 |                                       | (0 - 1) | 21e Song · 71e Lopes · 80e Henrique | Spectateurs : 2 671 Arbitrage : Omar Mohamed Al Ali | Spectateurs : 2 671 Arbitrage : Omar Mohamed Al Ali |
| 18 avril 2022 18h00 UTC+07:00 | Hong Chul 89e · Hong Jeong-woon 90+2e | Rapport | 85e Lopes                           | Spectateurs : 2 671 Arbitrage : Omar Mohamed Al Ali | Spectateurs : 2 671 Arbitrage : Omar Mohamed Al Ali |

| 2e journée                    | Urawa Red Diamonds                                             | 5 - 0   | Shandong Taishan FC | Stade Buriram, Buriram                            |                                                   |
| 18 avril 2022 21h00 UTC+07:00 | Akimoto 26e · Scholz 31e (pen.) · Schalk 53e 76e · Yasui 90+2e | (2 - 0) |                     | Spectateurs : 321 Arbitrage : Gamini Nivon Robesh | Spectateurs : 321 Arbitrage : Gamini Nivon Robesh |
| 18 avril 2022 21h00 UTC+07:00 |                                                                | Rapport | 75e Chen            | Spectateurs : 321 Arbitrage : Gamini Nivon Robesh | Spectateurs : 321 Arbitrage : Gamini Nivon Robesh |

| 3e journée                    | Shandong Taishan FC | 0 - 0   | Lion City Sailors | Stade Buriram City, Buriram                        |                                                    |
| 21 avril 2022 18h00 UTC+07:00 |                     | (0 - 0) |                   | Spectateurs : 225 Arbitrage : Abdulla Ali Al-Marri | Spectateurs : 225 Arbitrage : Abdulla Ali Al-Marri |
| 21 avril 2022 18h00 UTC+07:00 |                     | Rapport | 68e Swandi        | Spectateurs : 225 Arbitrage : Abdulla Ali Al-Marri | Spectateurs : 225 Arbitrage : Abdulla Ali Al-Marri |

| 3e journée                    | Daegu FC             | 1 - 0   | Urawa Red Diamonds     | Stade Buriram, Buriram                                     |                                                            |
| 21 avril 2022 21h00 UTC+07:00 | Zeca 53e             | (0 - 0) |                        | Spectateurs : 375 Arbitrage : Ahmed Faisal Mohammad Al Ali | Spectateurs : 375 Arbitrage : Ahmed Faisal Mohammad Al Ali |
| 21 avril 2022 21h00 UTC+07:00 | Lee 19e · Suzuki 37e | Rapport | 43e Iwao · 83e Akimoto | Spectateurs : 375 Arbitrage : Ahmed Faisal Mohammad Al Ali | Spectateurs : 375 Arbitrage : Ahmed Faisal Mohammad Al Ali |

| 4e journée                    | Urawa Red Diamonds | 0 - 0   | Daegu FC                                | Stade Buriram City, Buriram                   |                                               |
| 24 avril 2022 18h00 UTC+07:00 |                    | (0 - 0) |                                         | Spectateurs : 436 Arbitrage : Alireza Faghani | Spectateurs : 436 Arbitrage : Alireza Faghani |
| 24 avril 2022 18h00 UTC+07:00 | Shibato 64e        | Rapport | 3e Kim · 9e Hwang · 61e Jung · 84e Zeca | Spectateurs : 436 Arbitrage : Alireza Faghani | Spectateurs : 436 Arbitrage : Alireza Faghani |

| 4e journée                    | Lion City Sailors                         | 3 - 2   | Shandong Taishan FC     | Stade Buriram, Buriram                         |                                                |
| 24 avril 2022 21h00 UTC+07:00 | Song 45+2e · Henrique 60e · Lestienne 82e | (1 - 0) | 76e (pen.) Lu · 90e Liu | Spectateurs : 160 Arbitrage : Masoud Tufaylieh | Spectateurs : 160 Arbitrage : Masoud Tufaylieh |
| 24 avril 2022 21h00 UTC+07:00 |                                           | Rapport | 41e Tash                | Spectateurs : 160 Arbitrage : Masoud Tufaylieh | Spectateurs : 160 Arbitrage : Masoud Tufaylieh |

| 5e journée                    | Urawa Red Diamonds                                                             | 6 - 0   | Lion City Sailors             | Stade Buriram City, Buriram                       |                                                   |
| 27 avril 2022 18h00 UTC+07:00 | Mawatari 14e · Schalk 39e · Moberg Karlsson 48e · Koizumi 52e · Matsuo 62e 90e | (2 - 0) |                               | Spectateurs : 313 Arbitrage : Omar Mohamed Al Ali | Spectateurs : 313 Arbitrage : Omar Mohamed Al Ali |
| 27 avril 2022 18h00 UTC+07:00 |                                                                                | Rapport | 45e Sulaiman · 45+5e Abdullah | Spectateurs : 313 Arbitrage : Omar Mohamed Al Ali | Spectateurs : 313 Arbitrage : Omar Mohamed Al Ali |

| 5e journée                    | Daegu FC                              | 4 - 0   | Shandong Taishan FC | Stade Buriram, Buriram                           |                                                  |
| 27 avril 2022 21h00 UTC+07:00 | Zeca 8e · Hong 12e · Lee 57e · Oh 66e | (2 - 0) |                     | Spectateurs : 204 Arbitrage : Salman Ahmad Flahi | Spectateurs : 204 Arbitrage : Salman Ahmad Flahi |
| 27 avril 2022 21h00 UTC+07:00 | Lee 58e                               | Rapport | 26e Yang · 45e Lu   | Spectateurs : 204 Arbitrage : Salman Ahmad Flahi | Spectateurs : 204 Arbitrage : Salman Ahmad Flahi |

| 6e journée                    | Shandong Taishan FC      | 0 - 5   | Urawa Red Diamonds                            | Stade Buriram City, Buriram                        |                                                    |
| 30 avril 2022 18h00 UTC+07:00 |                          | (0 - 3) | 13e Yasui · 34e 85e Chinen · 45+1e 69e Matsuo | Spectateurs : 393 Arbitrage : Abdulla Ali Al-Marri | Spectateurs : 393 Arbitrage : Abdulla Ali Al-Marri |
| 30 avril 2022 18h00 UTC+07:00 | Abuduwaili 38e · Liu 61e | Rapport |                                               | Spectateurs : 393 Arbitrage : Abdulla Ali Al-Marri | Spectateurs : 393 Arbitrage : Abdulla Ali Al-Marri |

| 6e journée                    | Lion City Sailors        | 1 - 2   | Daegu FC           | Stade Buriram, Buriram                            |                                                   |
| 30 avril 2022 18h00 UTC+07:00 | Song 26e                 | (1 - 0) | 54e Lee · 81e Zeca | Spectateurs : 280 Arbitrage : Ahmed Faisal Al Ali | Spectateurs : 280 Arbitrage : Ahmed Faisal Al Ali |
| 30 avril 2022 18h00 UTC+07:00 | Rifqi 50e · Abdullah 71e | Rapport |                    | Spectateurs : 280 Arbitrage : Ahmed Faisal Al Ali | Spectateurs : 280 Arbitrage : Ahmed Faisal Al Ali |

### Groupe G
| Rang | Équipe           | Pts | J | G | N | P | Bp | Bc | Diff |  | Résultats (▼ dom., ► ext.) |     |     |     |     |
| ---- | ---------------- | --- | - | - | - | - | -- | -- | ---- |  | -------------------------- | --- | --- | --- | --- |
| 1    | BG Pathum United | 12  | 6 | 3 | 3 | 0 | 11 | 2  | +9   |  | BG Pathum United           |     | 1-1 | 0-0 | 5-0 |
| 2    | Melbourne City   | 12  | 6 | 3 | 3 | 0 | 10 | 3  | +7   |  | Melbourne City             | 0-0 |     | 2-1 | 3-0 |
| 3    | Jeonnam Dragons  | 8   | 6 | 2 | 2 | 2 | 5  | 5  | 0    |  | Jeonnam Dragons            | 0-2 | 1-1 |     | 2-0 |
| 4    | United City      | 0   | 6 | 0 | 0 | 6 | 1  | 17 | -16  |  | United City                | 1-3 | 0-3 | 0-1 |     |

| 1er journée                   | BG Pathum United | 1 - 1   | Melbourne City      | Stade Pathum Thani, Pathum Thani                  |                                                   |
| 15 avril 2022 18h00 UTC+07:00 | Dangda 35e       | (1 - 1) | 22e Nabbout         | Spectateurs : 3 189 Arbitrage : Mouood Bonyadifar | Spectateurs : 3 189 Arbitrage : Mouood Bonyadifar |
| 15 avril 2022 18h00 UTC+07:00 |                  | Rapport | 55e Tilio · 75e Bos | Spectateurs : 3 189 Arbitrage : Mouood Bonyadifar | Spectateurs : 3 189 Arbitrage : Mouood Bonyadifar |

| 1er journée                   | United City | 0 - 1   | Jeonnam Dragons | Stade Pathum Thani, Pathum Thani                                   |                                                                    |
| 15 avril 2022 21h00 UTC+07:00 |             | (0 - 0) | 87e Pllana      | Spectateurs : 1 183 Arbitrage : Ammar Ali Abdulla Jumaa Al Junaibi | Spectateurs : 1 183 Arbitrage : Ammar Ali Abdulla Jumaa Al Junaibi |
| 15 avril 2022 21h00 UTC+07:00 | Esswein 85e | Rapport |                 | Spectateurs : 1 183 Arbitrage : Ammar Ali Abdulla Jumaa Al Junaibi | Spectateurs : 1 183 Arbitrage : Ammar Ali Abdulla Jumaa Al Junaibi |

| 2e journée                    | Jeonnam Dragons        | 0 - 2   | BG Pathum United                                 | Stade Pathum Thani, Pathum Thani               |                                                |
| 18 avril 2022 18h00 UTC+07:00 |                        | (0 - 0) | 51e Charoenrattanapirom · 72e Praisuwan          | Spectateurs : 2 671 Arbitrage : Kassem Elhatmy | Spectateurs : 2 671 Arbitrage : Kassem Elhatmy |
| 18 avril 2022 18h00 UTC+07:00 | Lee 45+2e · Jang 90+4e | Rapport | 59e Thongkiri · 90+4e Samphaodi · 90+4e Buspakom | Spectateurs : 2 671 Arbitrage : Kassem Elhatmy | Spectateurs : 2 671 Arbitrage : Kassem Elhatmy |

| 2e journée                    | Melbourne City                 | 3 - 0   | United City | Stade Pathum Thani, Pathum Thani                |                                                 |
| 18 avril 2022 21h00 UTC+07:00 | Colakovski 34e · Tilio 59e 75e | (1 - 0) |             | Spectateurs : 243 Arbitrage : Sadullo Gulmurodi | Spectateurs : 243 Arbitrage : Sadullo Gulmurodi |
| 18 avril 2022 21h00 UTC+07:00 |                                | Rapport | 8e Sendra   | Spectateurs : 243 Arbitrage : Sadullo Gulmurodi | Spectateurs : 243 Arbitrage : Sadullo Gulmurodi |

| 3e journée                    | BG Pathum United                                                                              | 5 - 0   | United City | Stade Pathum Thani, Pathum Thani                |                                                 |
| 21 avril 2022 18h00 UTC+07:00 | Buspakom 42e · Kanitsribampen 75e · Diogo 80e · Robertson 82e (csc) · Charoenrattanapirom 87e | (1 - 0) |             | Spectateurs : 2 752 Arbitrage : Saoud Al Athbah | Spectateurs : 2 752 Arbitrage : Saoud Al Athbah |
| 21 avril 2022 18h00 UTC+07:00 | Praisuwan 90+2e                                                                               | Rapport |             | Spectateurs : 2 752 Arbitrage : Saoud Al Athbah | Spectateurs : 2 752 Arbitrage : Saoud Al Athbah |

| 3e journée                    | Melbourne City                      | 2 - 1   | Jeonnam Dragons | Stade Pathum Thani, Pathum Thani                |                                                 |
| 21 avril 2022 21h00 UTC+07:00 | Jenkinson 12e · Andrew Nabbout 22e  | (2 - 1) | 16e Lee         | Spectateurs : 437 Arbitrage : Yoshimi Yamashita | Spectateurs : 437 Arbitrage : Yoshimi Yamashita |
| 21 avril 2022 21h00 UTC+07:00 | Glover 83e · Tilio 88e · Reis 90+4e | Rapport |                 | Spectateurs : 437 Arbitrage : Yoshimi Yamashita | Spectateurs : 437 Arbitrage : Yoshimi Yamashita |

| 4e journée                    | Jeonnam Dragons               | 1 - 1   | Melbourne City                 | Stade Pathum Thani, Pathum Thani                |                                                 |
| 24 avril 2022 18h00 UTC+07:00 | Kacharava 90+2e               | (0 - 0) | 89e Maclaren                   | Spectateurs : 256 Arbitrage : Mouood Bonyadifar | Spectateurs : 256 Arbitrage : Mouood Bonyadifar |
| 24 avril 2022 18h00 UTC+07:00 | Jeong 21e · Ko 62e · Jang 88e | Rapport | 51e Nabbout · 90+3e Colakovski | Spectateurs : 256 Arbitrage : Mouood Bonyadifar | Spectateurs : 256 Arbitrage : Mouood Bonyadifar |

| 4e journée                    | United City  | 1 - 3   | BG Pathum United               | Stade Pathum Thani, Pathum Thani                     |                                                      |
| 24 avril 2022 21h00 UTC+07:00 | Hartmann 79e | (0 - 3) | 17e Diogo · 29e 39e Fandi      | Spectateurs : 2 277 Arbitrage : Zaid Thamer Mohammed | Spectateurs : 2 277 Arbitrage : Zaid Thamer Mohammed |
| 24 avril 2022 21h00 UTC+07:00 | Daniels 9e   | Rapport | 61e Pichitchotirat · 78e Túñez | Spectateurs : 2 277 Arbitrage : Zaid Thamer Mohammed | Spectateurs : 2 277 Arbitrage : Zaid Thamer Mohammed |

| 5e journée                    | Melbourne City                               | 0 - 0   | BG Pathum United                             | Stade Pathum Thani, Pathum Thani                 |                                                  |
| 27 avril 2022 18h00 UTC+07:00 |                                              | (0 - 0) |                                              | Spectateurs : 3 699 Arbitrage : Ammar Al-Jeneibi | Spectateurs : 3 699 Arbitrage : Ammar Al-Jeneibi |
| 27 avril 2022 18h00 UTC+07:00 | Gomulka 36e · Griffiths 85e · Jamieson 90+1e | Rapport | 21e Charoenrattanapirom · 85e Kanitsribampen | Spectateurs : 3 699 Arbitrage : Ammar Al-Jeneibi | Spectateurs : 3 699 Arbitrage : Ammar Al-Jeneibi |

| 5e journée                    | Jeonnam Dragons         | 2 - 0   | United City                   | Stade Pathum Thani, Pathum Thani             |                                              |
| 27 avril 2022 21h00 UTC+07:00 | Pllana 58e · Park 90+3e | (0 - 0) |                               | Spectateurs : 375 Arbitrage : Kassem Elhatmy | Spectateurs : 375 Arbitrage : Kassem Elhatmy |
| 27 avril 2022 21h00 UTC+07:00 |                         | Rapport | 21e, 48e Hayes · 59e Hartmann | Spectateurs : 375 Arbitrage : Kassem Elhatmy | Spectateurs : 375 Arbitrage : Kassem Elhatmy |

| 6e journée                    | BG Pathum United                            | 0 - 0   | Jeonnam Dragons | Stade Pathum Thani, Pathum Thani                  |                                                   |
| 30 avril 2022 18h00 UTC+07:00 |                                             | (0 - 0) |                 | Spectateurs : 4 581 Arbitrage : Mouood Bonyadifar | Spectateurs : 4 581 Arbitrage : Mouood Bonyadifar |
| 30 avril 2022 18h00 UTC+07:00 | Fandi 19e · Dangda 45+1e · Weerachart 90+4e | Rapport |                 | Spectateurs : 4 581 Arbitrage : Mouood Bonyadifar | Spectateurs : 4 581 Arbitrage : Mouood Bonyadifar |

| 6e journée                    | United City                    | 0 - 3   | Melbourne City                           | Stade Pathum Thani, Pathum Thani                |                                                 |
| 30 avril 2022 21h00 UTC+07:00 |                                | (0 - 1) | 22e Rodrigues · 68e Maclaren · 90e Tilio | Spectateurs : 1 014 Arbitrage : Saoud Al Athbah | Spectateurs : 1 014 Arbitrage : Saoud Al Athbah |
| 30 avril 2022 21h00 UTC+07:00 | Dizon 19e · Robertson 56e, 73e | Rapport |                                          | Spectateurs : 1 014 Arbitrage : Saoud Al Athbah | Spectateurs : 1 014 Arbitrage : Saoud Al Athbah |

### Groupe H
| Rang | Équipe                 | Pts | J | G | N | P | Bp | Bc | Diff |  | Résultats (▼ dom., ► ext.) |     |     |     |     |
| ---- | ---------------------- | --- | - | - | - | - | -- | -- | ---- |  | -------------------------- | --- | --- | --- | --- |
| 1    | Yokohama F. Marinos    | 13  | 6 | 4 | 1 | 1 | 9  | 3  | +6   |  | Yokohama F. Marinos        |     | 0-1 | 2-0 | 3-0 |
| 2    | Jeonbuk Hyundai Motors | 12  | 6 | 3 | 3 | 0 | 7  | 4  | +3   |  | Jeonbuk Hyundai Motors     | 1-1 |     | 1-0 | 0-0 |
| 3    | Hoàng Anh Gia Lai      | 5   | 6 | 1 | 2 | 3 | 4  | 7  | -3   |  | Hoàng Anh Gia Lai          | 1-2 | 1-1 |     | 1-0 |
| 4    | Sydney FC              | 2   | 6 | 0 | 2 | 4 | 3  | 8  | -5   |  | Sydney FC                  | 0-1 | 2-3 | 1-1 |     |

| 1er journée                   | Hoàng Anh Gia Lai        | 1 - 2   | Yokohama F. Marinos        | Stade Thống Nhất, Hô Chi Minh-Ville                  |                                                      |
| 16 avril 2022 18h00 UTC+07:00 | Kida 31e (csc)           | (1 - 2) | 19e 25e Ceará              | Spectateurs : 11 200 Arbitrage : Mongkolchai Pechsri | Spectateurs : 11 200 Arbitrage : Mongkolchai Pechsri |
| 16 avril 2022 18h00 UTC+07:00 | Nguyễn 17e · Lương 90+2e | Rapport | 30e Matsubara · 76e Fujita | Spectateurs : 11 200 Arbitrage : Mongkolchai Pechsri | Spectateurs : 11 200 Arbitrage : Mongkolchai Pechsri |

| 1er journée                   | Jeonbuk Hyundai Motors | 0 - 0   | Sydney FC    | Stade Thống Nhất, Hô Chi Minh-Ville            |                                                |
| 16 avril 2022 21h00 UTC+07:00 |                        | (0 - 0) |              | Spectateurs : 2 013 Arbitrage : Ahmed Al Alili | Spectateurs : 2 013 Arbitrage : Ahmed Al Alili |
| 16 avril 2022 21h00 UTC+07:00 | Kunimoto 35e           | Rapport | 68e Donachie | Spectateurs : 2 013 Arbitrage : Ahmed Al Alili | Spectateurs : 2 013 Arbitrage : Ahmed Al Alili |

| 2e journée                    | Sydney FC                  | 1 - 1   | Hoàng Anh Gia Lai | Stade Thống Nhất, Hô Chi Minh-Ville                          |                                                              |
| 19 avril 2022 18h00 UTC+07:00 | Buhagiar 59e               | (0 - 1) | 26e Vũ            | Spectateurs : 7 536 Arbitrage : Ammar Ebrahim Hasan Mahfoodh | Spectateurs : 7 536 Arbitrage : Ammar Ebrahim Hasan Mahfoodh |
| 19 avril 2022 18h00 UTC+07:00 | Talbot 38e · Wilkinson 86e | Rapport | 90e Nguyễn        | Spectateurs : 7 536 Arbitrage : Ammar Ebrahim Hasan Mahfoodh | Spectateurs : 7 536 Arbitrage : Ammar Ebrahim Hasan Mahfoodh |

| 2e journée                    | Yokohama F. Marinos | 0 - 1   | Jeonbuk Hyundai Motors | Stade Thống Nhất, Hô Chi Minh-Ville                   |                                                       |
| 19 avril 2022 21h00 UTC+07:00 |                     | (0 - 1) | 31e (pen.) Iljutcenko  | Spectateurs : 1 015 Arbitrage : Abdulrahman Al-Jassim | Spectateurs : 1 015 Arbitrage : Abdulrahman Al-Jassim |
| 19 avril 2022 21h00 UTC+07:00 | Tsunoda 37e         | Rapport | 76e Iljutcenko         | Spectateurs : 1 015 Arbitrage : Abdulrahman Al-Jassim | Spectateurs : 1 015 Arbitrage : Abdulrahman Al-Jassim |

| 3e journée                    | Jeonbuk Hyundai Motors      | 1 - 0   | Hoàng Anh Gia Lai | Stade Thống Nhất, Hô Chi Minh-Ville           |                                               |
| 22 avril 2022 18h00 UTC+07:00 | Moon 90+3e                  | (0 - 0) |                   | Spectateurs : 7 256 Arbitrage : Adel Al Naqbi | Spectateurs : 7 256 Arbitrage : Adel Al Naqbi |
| 22 avril 2022 18h00 UTC+07:00 | Park 45+3e · Iljutcenko 87e | Rapport |                   | Spectateurs : 7 256 Arbitrage : Adel Al Naqbi | Spectateurs : 7 256 Arbitrage : Adel Al Naqbi |

| 3e journée                    | Sydney FC   | 0 - 1   | Yokohama F. Marinos                     | Stade Thống Nhất, Hô Chi Minh-Ville           |                                               |
| 22 avril 2022 21h00 UTC+07:00 |             | (0 - 0) | 80e Tsunoda                             | Spectateurs : 1 025 Arbitrage : Hassan Akrami | Spectateurs : 1 025 Arbitrage : Hassan Akrami |
| 22 avril 2022 21h00 UTC+07:00 | Burgess 44e | Rapport | 17e Nagato · 59e Júnior · 90+5e Takaoka | Spectateurs : 1 025 Arbitrage : Hassan Akrami | Spectateurs : 1 025 Arbitrage : Hassan Akrami |

| 4e journée                    | Yokohama F. Marinos                   | 3 - 0   | Sydney FC       | Stade Thống Nhất, Hô Chi Minh-Ville                 |                                                     |
| 25 avril 2022 18h00 UTC+07:00 | Saneto 6e · Nishimura 11e · Lopes 87e | (2 - 0) |                 | Spectateurs : 1 979 Arbitrage : Mongkolchai Pechsri | Spectateurs : 1 979 Arbitrage : Mongkolchai Pechsri |
| 25 avril 2022 18h00 UTC+07:00 | Tsunoda 63e                           | Rapport | 67e Barbarouses | Spectateurs : 1 979 Arbitrage : Mongkolchai Pechsri | Spectateurs : 1 979 Arbitrage : Mongkolchai Pechsri |

| 4e journée                    | Hoàng Anh Gia Lai | 1 - 1   | Jeonbuk Hyundai Motors | Stade Thống Nhất, Hô Chi Minh-Ville               |                                                   |
| 25 avril 2022 21h00 UTC+07:00 | Nguyễn 62e        | (0 - 1) | 17e Moon               | Spectateurs : 4 320 Arbitrage : Shukri Al-Hanfosh | Spectateurs : 4 320 Arbitrage : Shukri Al-Hanfosh |
| 25 avril 2022 21h00 UTC+07:00 |                   | Rapport | 70e Kim · 75e Lee      | Spectateurs : 4 320 Arbitrage : Shukri Al-Hanfosh | Spectateurs : 4 320 Arbitrage : Shukri Al-Hanfosh |

| 5e journée                    | Yokohama F. Marinos              | 2 - 0   | Hoàng Anh Gia Lai | Stade Thống Nhất, Hô Chi Minh-Ville                          |                                                              |
| 28 avril 2022 18h00 UTC+07:00 | Júnior 36e (pen.) · Hatanaka 83e | (1 - 0) |                   | Spectateurs : 7 268 Arbitrage : Ammar Ebrahim Hasan Mahfoodh | Spectateurs : 7 268 Arbitrage : Ammar Ebrahim Hasan Mahfoodh |
| 28 avril 2022 18h00 UTC+07:00 | Kida 56e                         | Rapport | 9e Trần           | Spectateurs : 7 268 Arbitrage : Ammar Ebrahim Hasan Mahfoodh | Spectateurs : 7 268 Arbitrage : Ammar Ebrahim Hasan Mahfoodh |

| 5e journée                    | Sydney FC                  | 2 - 3   | Jeonbuk Hyundai Motors   | Stade Thống Nhất, Hô Chi Minh-Ville                 |                                                     |
| 28 avril 2022 21h00 UTC+07:00 | le Fondre 40e · Wood 90+1e | (1 - 0) | 49e Han · 67e Iljutcenko | Spectateurs : 758 Arbitrage : Abdulrahman Al-Jassim | Spectateurs : 758 Arbitrage : Abdulrahman Al-Jassim |
| 28 avril 2022 21h00 UTC+07:00 | Talbot 2e · Cáceres 70e    | Rapport | 45e Park · 51e Kim       | Spectateurs : 758 Arbitrage : Abdulrahman Al-Jassim | Spectateurs : 758 Arbitrage : Abdulrahman Al-Jassim |

| 6e journée                   | Hoàng Anh Gia Lai  | 1 - 0   | Sydney FC                   | Stade Thống Nhất, Hô Chi Minh-Ville             |                                                 |
| 1er mai 2022 18h00 UTC+07:00 | Brandão 39e        | (1 - 0) |                             | Spectateurs : 11 680 Arbitrage : Ahmed Al Alili | Spectateurs : 11 680 Arbitrage : Ahmed Al Alili |
| 1er mai 2022 18h00 UTC+07:00 | Huỳnh 84e · Vũ 88e | Rapport | 60e Donachie · 90+4e Yazbek | Spectateurs : 11 680 Arbitrage : Ahmed Al Alili | Spectateurs : 11 680 Arbitrage : Ahmed Al Alili |

| 6e journée                   | Jeonbuk Hyundai Motors  | 1 - 1   | Yokohama F. Marinos                     | Stade Thống Nhất, Hô Chi Minh-Ville           |                                               |
| 1er mai 2022 21h00 UTC+07:00 | Kim 11e                 | (1 - 1) | 4e Lopes                                | Spectateurs : 1 239 Arbitrage : Hassan Akrami | Spectateurs : 1 239 Arbitrage : Hassan Akrami |
| 1er mai 2022 21h00 UTC+07:00 | Barrow 59e · Moon 90+3e | Rapport | 56e Nishimura · 62e Tsunoda · 79e Lopes | Spectateurs : 1 239 Arbitrage : Hassan Akrami | Spectateurs : 1 239 Arbitrage : Hassan Akrami |

### Groupe I
| Rang | Équipe             | Pts | J | G | N | P | Bp | Bc | Diff |  | Résultats (▼ dom., ► ext.) |     |     |     |     |
| ---- | ------------------ | --- | - | - | - | - | -- | -- | ---- |  | -------------------------- | --- | --- | --- | --- |
| 1    | Johor Darul Ta'zim | 13  | 6 | 4 | 1 | 1 | 11 | 7  | +4   |  | Johor Darul Ta'zim         |     | 0-5 | 2-1 | 5-0 |
| 2    | Kawasaki Frontale  | 11  | 6 | 3 | 2 | 1 | 17 | 4  | +13  |  | Kawasaki Frontale          | 0-0 |     | 1-1 | 1-0 |
| 3    | Ulsan Hyundai      | 10  | 6 | 3 | 1 | 2 | 14 | 7  | +7   |  | Ulsan Hyundai              | 1-2 | 3-2 |     | 3-0 |
| 4    | Guangzhou FC       | 0   | 6 | 0 | 0 | 6 | 0  | 24 | -24  |  | Guangzhou FC               | 0-2 | 0-8 | 0-5 |     |

| 1er journée                   | Kawasaki Frontale | 1 - 1   | Ulsan Hyundai | Stade Tan Sri Dato' Haji Hassan Yunos, Johor Bahru |                                               |
| 15 avril 2022 17h00 UTC+08:00 | Kurumaya 90+4e    | (0 - 1) | 21e Leonardo  | Spectateurs : 114 Arbitrage : Khamis Al-Marri      | Spectateurs : 114 Arbitrage : Khamis Al-Marri |
| 15 avril 2022 17h00 UTC+08:00 | Rapport           |         |               | Spectateurs : 114 Arbitrage : Khamis Al-Marri      | Spectateurs : 114 Arbitrage : Khamis Al-Marri |

| 1er journée                   | Johor Darul Ta'zim                                 | 5 - 0   | Guangzhou FC        | Stade Sultan Ibrahim, Johor Bahru                   |                                                     |
| 15 avril 2022 22h00 UTC+08:00 | Bergson 10e 27e 52e · He 13e (csc) · Saifullah 81e | (3 - 0) |                     | Spectateurs : 14 545 Arbitrage : Mohammed Al-Hoaish | Spectateurs : 14 545 Arbitrage : Mohammed Al-Hoaish |
| 15 avril 2022 22h00 UTC+08:00 |                                                    | Rapport | 20e Ning · 70e Guan | Spectateurs : 14 545 Arbitrage : Mohammed Al-Hoaish | Spectateurs : 14 545 Arbitrage : Mohammed Al-Hoaish |

| 2e journée                    | Guangzhou FC | 0 - 8   | Kawasaki Frontale                                                                  | Stade Tan Sri Dato' Haji Hassan Yunos, Johor Bahru |                                            |
| 18 avril 2022 17h00 UTC+08:00 |              | (0 - 5) | 7e 12e Chinen · 16e 71e Kurumaya · 21e 39e Kobayashi · 50e Miyagi · 69e Songkrasin | Spectateurs : 98 Arbitrage : Payam Heydari         | Spectateurs : 98 Arbitrage : Payam Heydari |
| 18 avril 2022 17h00 UTC+08:00 | Su 90+3e     | Rapport | 10e Matsui                                                                         | Spectateurs : 98 Arbitrage : Payam Heydari         | Spectateurs : 98 Arbitrage : Payam Heydari |

| 2e journée                    | Ulsan Hyundai   | 1 - 2   | Johor Darul Ta'zim          | Stade Sultan Ibrahim, Johor Bahru                |                                                  |
| 18 avril 2022 22h00 UTC+08:00 | Um 52e          | (0 - 1) | 3e Forestieri · 80e Bergson | Spectateurs : 11 419 Arbitrage : Omar Al-Yaqoubi | Spectateurs : 11 419 Arbitrage : Omar Al-Yaqoubi |
| 18 avril 2022 22h00 UTC+08:00 | Qazaishvili 63e | Rapport |                             | Spectateurs : 11 419 Arbitrage : Omar Al-Yaqoubi | Spectateurs : 11 419 Arbitrage : Omar Al-Yaqoubi |

| 3e journée                    | Ulsan Hyundai                   | 3 - 0   | Guangzhou FC | Stade Tan Sri Dato' Haji Hassan Yunos, Johor Bahru |                                               |
| 21 avril 2022 17h00 UTC+08:00 | Koszta 28e · Park 57e · Yun 68e | (1 - 0) |              | Spectateurs : 282 Arbitrage : Khamis Al-Marri      | Spectateurs : 282 Arbitrage : Khamis Al-Marri |
| 21 avril 2022 17h00 UTC+08:00 | Rapport                         |         |              | Spectateurs : 282 Arbitrage : Khamis Al-Marri      | Spectateurs : 282 Arbitrage : Khamis Al-Marri |

| 3e journée                    | Kawasaki Frontale | 0 - 0   | Johor Darul Ta'zim               | Stade Sultan Ibrahim, Johor Bahru                   |                                                     |
| 21 avril 2022 22h00 UTC+08:00 |                   | (0 - 0) |                                  | Spectateurs : 17 592 Arbitrage : Mohammed Al-Hoaish | Spectateurs : 17 592 Arbitrage : Mohammed Al-Hoaish |
| 21 avril 2022 22h00 UTC+08:00 | Kurumaya 83e      | Rapport | 36e Velázquez · 43e Aiman Hanapi | Spectateurs : 17 592 Arbitrage : Mohammed Al-Hoaish | Spectateurs : 17 592 Arbitrage : Mohammed Al-Hoaish |

| 4e journée                    | Guangzhou FC | 0 - 5   | Ulsan Hyundai                                                | Stade Tan Sri Dato' Haji Hassan Yunos, Johor Bahru |                                              |
| 24 avril 2022 17h00 UTC+08:00 |              | (0 - 1) | 4e Yun · 54e Koszta · 64e Qazaishvili · 73e Amano · 85e Seol | Spectateurs : 73 Arbitrage : Omar Al-Yaqoubi       | Spectateurs : 73 Arbitrage : Omar Al-Yaqoubi |
| 24 avril 2022 17h00 UTC+08:00 |              | Rapport | 37e Kim                                                      | Spectateurs : 73 Arbitrage : Omar Al-Yaqoubi       | Spectateurs : 73 Arbitrage : Omar Al-Yaqoubi |

| 4e journée                    | Johor Darul Ta'zim        | 0 - 5   | Kawasaki Frontale                                                | Stade Sultan Ibrahim, Johor Bahru                |                                                  |
| 24 avril 2022 22h00 UTC+08:00 |                           | (0 - 3) | 14e Wakizaka · 31e 43e Kobayashi · 81e Marcinho · 88e Songkrasin | Spectateurs : 16 679 Arbitrage : Nawaf Shukralla | Spectateurs : 16 679 Arbitrage : Nawaf Shukralla |
| 24 avril 2022 22h00 UTC+08:00 | Maurício 12e · Fazail 24e | Rapport |                                                                  | Spectateurs : 16 679 Arbitrage : Nawaf Shukralla | Spectateurs : 16 679 Arbitrage : Nawaf Shukralla |

| 5e journée                    | Ulsan Hyundai                           | 3 - 2   | Kawasaki Frontale                     | Stade Tan Sri Dato' Haji Hassan Yunos, Johor Bahru |                                                  |
| 27 avril 2022 17h00 UTC+08:00 | Leonardo 14e · Um 20e · Qazaishvili 47e | (2 - 1) | 40e 90+2e Damião                      | Spectateurs : 217 Arbitrage : Mohammed Al-Hoaish   | Spectateurs : 217 Arbitrage : Mohammed Al-Hoaish |
| 27 avril 2022 17h00 UTC+08:00 |                                         | Rapport | 52e Yamane · 52e Sasaki · 63e Schmidt | Spectateurs : 217 Arbitrage : Mohammed Al-Hoaish   | Spectateurs : 217 Arbitrage : Mohammed Al-Hoaish |

| 5e journée                    | Guangzhou FC                               | 0 - 2   | Johor Darul Ta'zim              | Stade Sultan Ibrahim, Johor Bahru              |                                                |
| 27 avril 2022 22h00 UTC+08:00 |                                            | (0 - 1) | 16e (pen.) 90+6e (pen.) Bergson | Spectateurs : 10 352 Arbitrage : Payam Heydari | Spectateurs : 10 352 Arbitrage : Payam Heydari |
| 27 avril 2022 22h00 UTC+08:00 | Li 10e · Su 75e · Huang 90+2e · Feng 90+5e | Rapport | 32e Rashid · 60e Safari         | Spectateurs : 10 352 Arbitrage : Payam Heydari | Spectateurs : 10 352 Arbitrage : Payam Heydari |

| 6e journée                    | Johor Darul Ta'zim                              | 2 - 1   | Ulsan Hyundai               | Stade Sultan Ibrahim, Johor Bahru                |                                                  |
| 30 avril 2022 17h00 UTC+08:00 | Velázquez 5e · Park 90+4e                       | (1 - 1) | 6e Amano                    | Spectateurs : 17 940 Arbitrage : Nawaf Shukralla | Spectateurs : 17 940 Arbitrage : Nawaf Shukralla |
| 30 avril 2022 17h00 UTC+08:00 | Corbin-Ong 64e · Velázquez 83e · Forestieri 87e | Rapport | 4e Won · 43e Lee · 83e Park | Spectateurs : 17 940 Arbitrage : Nawaf Shukralla | Spectateurs : 17 940 Arbitrage : Nawaf Shukralla |

| 6e journée                    | Kawasaki Frontale | 1 - 0   | Guangzhou FC               | Stade Tan Sri Dato' Haji Hassan Yunos, Johor Bahru |                                             |
| 30 avril 2022 17h00 UTC+08:00 | Chinen 14e        | (1 - 0) |                            | Spectateurs : 210 Arbitrage : Muhammad Taqi        | Spectateurs : 210 Arbitrage : Muhammad Taqi |
| 30 avril 2022 17h00 UTC+08:00 |                   | Rapport | 60e Zhou · 90+3e Zhengfeng | Spectateurs : 210 Arbitrage : Muhammad Taqi        | Spectateurs : 210 Arbitrage : Muhammad Taqi |

### Groupe J
| Rang | Équipe           | Pts     | J       | G       | N       | P       | Bp      | Bc      | Diff    |  | Résultats (▼ dom., ► ext.) |     |     |     |
| ---- | ---------------- | ------- | ------- | ------- | ------- | ------- | ------- | ------- | ------- |  | -------------------------- | --- | --- | --- |
| 1    | Vissel Kobe      | 7       | 3       | 2       | 1       | 0       | 8       | 1       | +7      |  | Vissel Kobe                |     | 2-1 | 6-0 |
| 2    | Kitchee SC       | 6       | 3       | 2       | 0       | 1       | 5       | 4       | +1      |  | Kitchee SC                 | -   |     | 1-0 |
| 3    | Chiangrai United | 1       | 4       | 0       | 1       | 3       | 2       | 10      | -8      |  | Chiangrai United           | 0-0 | 2-3 |     |
| 0    | Shanghai Port FC | Forfait | Forfait | Forfait | Forfait | Forfait | Forfait | Forfait | Forfait |  |                            |     |     |     |

À la suite du forfait du Shanghai Port FC le groupe J reste inchangé avec seulement trois équipes et le calendrier reste aussi inchangé.
| 1er journée                   | Kitchee SC                           | 1 - 0   | Chiangrai United                                              | Stade Buriram City, Buriram                |                                            |
| 16 avril 2022 18h00 UTC+07:00 | Mingazov 17e                         | (1 - 0) |                                                               | Spectateurs : 523 Arbitrage : Kim Woo-sung | Spectateurs : 523 Arbitrage : Kim Woo-sung |
| 16 avril 2022 18h00 UTC+07:00 | César 38e · Mingazov 52e · Hélio 61e | Rapport | 23e Sukjitthammakul · 47e Singmui · 51e Srisai · 59e Poomkaew | Spectateurs : 523 Arbitrage : Kim Woo-sung | Spectateurs : 523 Arbitrage : Kim Woo-sung |

|  | Shanghai Port FC | Annulé | Vissel Kobe |  |  |
|  |                  |        |             |  |  |

| 2e journée                    | Vissel Kobe                             | 2 - 1   | Kitchee SC   | Stade Buriram City, Buriram                   |                                               |
| 19 avril 2022 18h00 UTC+07:00 | Goke 15e · Inoue 85e                    | (1 - 0) | 90+1e Akande | Spectateurs : 391 Arbitrage : Alireza Faghani | Spectateurs : 391 Arbitrage : Alireza Faghani |
| 19 avril 2022 18h00 UTC+07:00 | Ogihara 13e · Osako 75e · Lincoln 90+4e | Rapport | 90+4e Beto   | Spectateurs : 391 Arbitrage : Alireza Faghani | Spectateurs : 391 Arbitrage : Alireza Faghani |

|  | Chiangrai United | Annulé | Shanghai Port FC |  |  |
|  |                  |        |                  |  |  |

|  | Shanghai Port FC | Annulé | Kitchee SC |  |  |
|  |                  |        |            |  |  |

| 3e journée                    | Vissel Kobe                                                     | 6 - 0   | Chiangrai United      | Stade Buriram, Buriram                                        |                                                               |
| 22 avril 2022 21h00 UTC+07:00 | Osako 10e · Yuruki 25e 38e · Goke 32e · Lincoln 58e · Osaki 74e | (4 - 0) |                       | Spectateurs : 814 Arbitrage : Mohammed Abdulla Hassan Mohamed | Spectateurs : 814 Arbitrage : Mohammed Abdulla Hassan Mohamed |
| 22 avril 2022 21h00 UTC+07:00 | Lincoln 70e                                                     | Rapport | 55e Kato · 65e Srisai | Spectateurs : 814 Arbitrage : Mohammed Abdulla Hassan Mohamed | Spectateurs : 814 Arbitrage : Mohammed Abdulla Hassan Mohamed |

|  | Kitchee SC | Annulé | Shanghai Port FC |  |  |
|  |            |        |                  |  |  |

| 4e journée                    | Chiangrai United                          | 0 - 0   | Vissel Kobe | Stade Buriram, Buriram                      |                                             |
| 25 avril 2022 21h00 UTC+07:00 |                                           | (0 - 0) |             | Spectateurs : 546 Arbitrage : Bijan Heydari | Spectateurs : 546 Arbitrage : Bijan Heydari |
| 25 avril 2022 21h00 UTC+07:00 | Singmui 8e · Brinner 85e · Poomkaew 90+2e | Rapport |             | Spectateurs : 546 Arbitrage : Bijan Heydari | Spectateurs : 546 Arbitrage : Bijan Heydari |

| 5e journée                    | Chiangrai United                                          | 2 - 3   | Kitchee SC                                  | Stade Buriram, Buriram                     |                                            |
| 28 avril 2022 18h00 UTC+07:00 | Sukjitthammakul 45+2e (pen.) · Inpaen 79e                 | (1 - 0) | 55e Tayo Akande · 70e Damjanović · 81e Chun | Spectateurs : 304 Arbitrage : Khalid Saleh | Spectateurs : 304 Arbitrage : Khalid Saleh |
| 28 avril 2022 18h00 UTC+07:00 | Hirota 17e · Kato 25e · Sukjitthammakul 29e · Verzura 58e | Rapport | 35e Baena · 71e Damjanović                  | Spectateurs : 304 Arbitrage : Khalid Saleh | Spectateurs : 304 Arbitrage : Khalid Saleh |

|  | Vissel Kobe | Annulé | Shanghai Port FC |  |  |
|  |             |        |                  |  |  |

| 6e journée                   | Kitchee SC                            | 2 - 2   | Vissel Kobe                   | Stade Buriram, Buriram                                        |                                                               |
| 1er mai 2022 18h00 UTC+07:00 | Damjanović 45+3e (pen.) · Baena 90+1e | (1 - 1) | 44e (pen.) Lincoln · 87e Muto | Spectateurs : 412 Arbitrage : Mohammed Abdulla Hassan Mohamed | Spectateurs : 412 Arbitrage : Mohammed Abdulla Hassan Mohamed |
| 1er mai 2022 18h00 UTC+07:00 | Baena 55e, 90+4e                      | Rapport |                               | Spectateurs : 412 Arbitrage : Mohammed Abdulla Hassan Mohamed | Spectateurs : 412 Arbitrage : Mohammed Abdulla Hassan Mohamed |

|  | Shanghai Port FC | Annulé | Chiangrai United |  |  |
|  |                  |        |                  |  |  |

### Meilleures deuxièmes
Classement
Les six meilleures équipes classées deuxièmes de leur poule sont repêchées pour accéder au tour suivant et compléter ainsi le tableau des huitièmes de finale. Pour les désigner, deux classements sont effectués en comparant les résultats de chacune des dix équipes, en fonction du nombre de points, puis différence de buts, puis nombre de buts marqués.
En cas d'égalité de points, différence de buts et nombre de buts marqués, le critère disciplinaire est utilisé pour départager les équipes suivant le barème négatif : 1 point pour un avertissement non suivi d'une expulsion, 3 points pour le second avertissement dans un même match entraînant une expulsion, 4 points pour une expulsion directe, 5 points pour un avertissement suivi plus tard d'une expulsion directe. Si ce dernier critère reste insuffisant, alors un tirage au sort est effectué.
| Rang | Équipe                     | Pts | J | G | N | P | Bp | Bc | Diff |
| ---- | -------------------------- | --- | - | - | - | - | -- | -- | ---- |
| 1    | Al-Rayyan SC (Gr.A)        | 13  | 6 | 4 | 1 | 1 | 10 | 7  | +3   |
| 2    | Shabab Al-Ahli Club (Gr.C) | 10  | 6 | 2 | 4 | 0 | 14 | 7  | +7   |
| 3    | Nasaf Qarshi (Gr.E)        | 9   | 6 | 2 | 3 | 1 | 8  | 5  | +3   |
| 4    | Al-Taawoun (Gr.D)          | 7   | 6 | 2 | 1 | 3 | 13 | 12 | +1   |
| 5    | Mumbai City (Gr.B)         | 7   | 6 | 2 | 1 | 3 | 3  | 11 | -8   |

| Rang | Équipe                        | Pts | J | G | N | P | Bp | Bc | Diff |
| ---- | ----------------------------- | --- | - | - | - | - | -- | -- | ---- |
| 1    | Jeonbuk Hyundai Motors (Gr.H) | 8   | 4 | 2 | 2 | 0 | 4  | 2  | +2   |
| 2    | Urawa Red Diamonds (Gr.F)     | 7   | 4 | 2 | 1 | 1 | 10 | 2  | +8   |
| 3    | Kitchee SC (Gr.J)             | 7   | 4 | 2 | 1 | 1 | 7  | 6  | +1   |
| 4    | Melbourne City (Gr.G)         | 6   | 4 | 1 | 3 | 0 | 4  | 3  | +1   |
| 5    | Kawasaki Frontale (Gr.I)      | 5   | 4 | 1 | 2 | 1 | 8  | 4  | +4   |

Avec le forfait du Shanghai Port FC le groupe J passe à trois équipes et pour déterminer les trois meilleurs deuxièmes les résultats contre les quatrièmes des Groupes F, G, H, I, J ne seront pas comptabiliser.

## Phase à élimination directe

### Tableau final
|  | Huitièmes de finale                          | Huitièmes de finale                      | Huitièmes de finale                          | Huitièmes de finale                      |                        |                        | Quarts de finale                         | Quarts de finale                         | Quarts de finale                         | Quarts de finale                         |  |  | Demi-finales                             | Demi-finales                             | Demi-finales                             | Demi-finales                             |  |  | Finale                                                                                          | Finale                                                                                          | Finale                                                                                          | Finale                                                                                          |
|  |                                              |                                          |                                              |                                          |                        |                        |                                          |                                          |                                          |                                          |  |  |                                          |                                          |                                          |                                          |  |  |                                                                                                 |                                                                                                 |                                                                                                 |                                                                                                 |
|  | 19 février 2023 - Stade Al-Thumama, Doha     | 19 février 2023 - Stade Al-Thumama, Doha | 19 février 2023 - Stade Al-Thumama, Doha     | 19 février 2023 - Stade Al-Thumama, Doha |                        |                        | 23 février 2023 - Stade Al-Thumama, Doha | 23 février 2023 - Stade Al-Thumama, Doha | 23 février 2023 - Stade Al-Thumama, Doha | 23 février 2023 - Stade Al-Thumama, Doha |  |  | 26 février 2023 - Stade Al-Thumama, Doha | 26 février 2023 - Stade Al-Thumama, Doha | 26 février 2023 - Stade Al-Thumama, Doha | 26 février 2023 - Stade Al-Thumama, Doha |  |  | 29 avril 2023 - Stade international du Roi-Fahd, Riyad 6 mai 2023 - Stade Saitama 2002, Saitama | 29 avril 2023 - Stade international du Roi-Fahd, Riyad 6 mai 2023 - Stade Saitama 2002, Saitama | 29 avril 2023 - Stade international du Roi-Fahd, Riyad 6 mai 2023 - Stade Saitama 2002, Saitama | 29 avril 2023 - Stade international du Roi-Fahd, Riyad 6 mai 2023 - Stade Saitama 2002, Saitama |
|  | Al-Duhail SC                                 | Al-Duhail SC                             | 1 (7) ap                                     | 1 (7) ap                                 |                        |                        | 23 février 2023 - Stade Al-Thumama, Doha | 23 février 2023 - Stade Al-Thumama, Doha | 23 février 2023 - Stade Al-Thumama, Doha | 23 février 2023 - Stade Al-Thumama, Doha |  |  | 26 février 2023 - Stade Al-Thumama, Doha | 26 février 2023 - Stade Al-Thumama, Doha | 26 février 2023 - Stade Al-Thumama, Doha | 26 février 2023 - Stade Al-Thumama, Doha |  |  | 29 avril 2023 - Stade international du Roi-Fahd, Riyad 6 mai 2023 - Stade Saitama 2002, Saitama | 29 avril 2023 - Stade international du Roi-Fahd, Riyad 6 mai 2023 - Stade Saitama 2002, Saitama | 29 avril 2023 - Stade international du Roi-Fahd, Riyad 6 mai 2023 - Stade Saitama 2002, Saitama | 29 avril 2023 - Stade international du Roi-Fahd, Riyad 6 mai 2023 - Stade Saitama 2002, Saitama |
|  | Al-Duhail SC                                 | Al-Duhail SC                             | 1 (7) ap                                     | 1 (7) ap                                 |                        |                        | 23 février 2023 - Stade Al-Thumama, Doha | 23 février 2023 - Stade Al-Thumama, Doha | 23 février 2023 - Stade Al-Thumama, Doha | 23 février 2023 - Stade Al-Thumama, Doha |  |  | 26 février 2023 - Stade Al-Thumama, Doha | 26 février 2023 - Stade Al-Thumama, Doha | 26 février 2023 - Stade Al-Thumama, Doha | 26 février 2023 - Stade Al-Thumama, Doha |  |  | 29 avril 2023 - Stade international du Roi-Fahd, Riyad 6 mai 2023 - Stade Saitama 2002, Saitama | 29 avril 2023 - Stade international du Roi-Fahd, Riyad 6 mai 2023 - Stade Saitama 2002, Saitama | 29 avril 2023 - Stade international du Roi-Fahd, Riyad 6 mai 2023 - Stade Saitama 2002, Saitama | 29 avril 2023 - Stade international du Roi-Fahd, Riyad 6 mai 2023 - Stade Saitama 2002, Saitama |
|  | Al-Rayyan SC                                 | Al-Rayyan SC                             | 1 (6)                                        | 1 (6)                                    |                        |                        | 23 février 2023 - Stade Al-Thumama, Doha | 23 février 2023 - Stade Al-Thumama, Doha | 23 février 2023 - Stade Al-Thumama, Doha | 23 février 2023 - Stade Al-Thumama, Doha |  |  | 26 février 2023 - Stade Al-Thumama, Doha | 26 février 2023 - Stade Al-Thumama, Doha | 26 février 2023 - Stade Al-Thumama, Doha | 26 février 2023 - Stade Al-Thumama, Doha |  |  | 29 avril 2023 - Stade international du Roi-Fahd, Riyad 6 mai 2023 - Stade Saitama 2002, Saitama | 29 avril 2023 - Stade international du Roi-Fahd, Riyad 6 mai 2023 - Stade Saitama 2002, Saitama | 29 avril 2023 - Stade international du Roi-Fahd, Riyad 6 mai 2023 - Stade Saitama 2002, Saitama | 29 avril 2023 - Stade international du Roi-Fahd, Riyad 6 mai 2023 - Stade Saitama 2002, Saitama |
|  | Al-Rayyan SC                                 | Al-Rayyan SC                             | 1 (6)                                        | 1 (6)                                    | Al-Duhail SC           | Al-Duhail SC           | 2                                        | 2                                        |                                          |                                          |  |  | 26 février 2023 - Stade Al-Thumama, Doha | 26 février 2023 - Stade Al-Thumama, Doha | 26 février 2023 - Stade Al-Thumama, Doha | 26 février 2023 - Stade Al-Thumama, Doha |  |  | 29 avril 2023 - Stade international du Roi-Fahd, Riyad 6 mai 2023 - Stade Saitama 2002, Saitama | 29 avril 2023 - Stade international du Roi-Fahd, Riyad 6 mai 2023 - Stade Saitama 2002, Saitama | 29 avril 2023 - Stade international du Roi-Fahd, Riyad 6 mai 2023 - Stade Saitama 2002, Saitama | 29 avril 2023 - Stade international du Roi-Fahd, Riyad 6 mai 2023 - Stade Saitama 2002, Saitama |
|  | 19 février 2023 - Stade Al-Janoub, Al Wakrah |                                          |                                              |                                          | Al-Duhail SC           | Al-Duhail SC           | 2                                        | 2                                        |                                          |                                          |  |  | 26 février 2023 - Stade Al-Thumama, Doha | 26 février 2023 - Stade Al-Thumama, Doha | 26 février 2023 - Stade Al-Thumama, Doha | 26 février 2023 - Stade Al-Thumama, Doha |  |  | 29 avril 2023 - Stade international du Roi-Fahd, Riyad 6 mai 2023 - Stade Saitama 2002, Saitama | 29 avril 2023 - Stade international du Roi-Fahd, Riyad 6 mai 2023 - Stade Saitama 2002, Saitama | 29 avril 2023 - Stade international du Roi-Fahd, Riyad 6 mai 2023 - Stade Saitama 2002, Saitama | 29 avril 2023 - Stade international du Roi-Fahd, Riyad 6 mai 2023 - Stade Saitama 2002, Saitama |
|  |                                              |                                          | Al-Shabab FC                                 | Al-Shabab FC                             | 1                      | 1                      |                                          |                                          |                                          |                                          |  |  | 26 février 2023 - Stade Al-Thumama, Doha | 26 février 2023 - Stade Al-Thumama, Doha | 26 février 2023 - Stade Al-Thumama, Doha | 26 février 2023 - Stade Al-Thumama, Doha |  |  | 29 avril 2023 - Stade international du Roi-Fahd, Riyad 6 mai 2023 - Stade Saitama 2002, Saitama | 29 avril 2023 - Stade international du Roi-Fahd, Riyad 6 mai 2023 - Stade Saitama 2002, Saitama | 29 avril 2023 - Stade international du Roi-Fahd, Riyad 6 mai 2023 - Stade Saitama 2002, Saitama | 29 avril 2023 - Stade international du Roi-Fahd, Riyad 6 mai 2023 - Stade Saitama 2002, Saitama |
|  | Al-Shabab FC                                 | Al-Shabab FC                             | Al-Shabab FC                                 | Al-Shabab FC                             | 1                      | 1                      | 2                                        | 2                                        |                                          |                                          |  |  | 26 février 2023 - Stade Al-Thumama, Doha | 26 février 2023 - Stade Al-Thumama, Doha | 26 février 2023 - Stade Al-Thumama, Doha | 26 février 2023 - Stade Al-Thumama, Doha |  |  | 29 avril 2023 - Stade international du Roi-Fahd, Riyad 6 mai 2023 - Stade Saitama 2002, Saitama | 29 avril 2023 - Stade international du Roi-Fahd, Riyad 6 mai 2023 - Stade Saitama 2002, Saitama | 29 avril 2023 - Stade international du Roi-Fahd, Riyad 6 mai 2023 - Stade Saitama 2002, Saitama | 29 avril 2023 - Stade international du Roi-Fahd, Riyad 6 mai 2023 - Stade Saitama 2002, Saitama |
|  | Al-Shabab FC                                 | Al-Shabab FC                             | 23 février 2023 - Stade Al-Janoub, Al Wakrah |                                          |                        |                        | 2                                        | 2                                        |                                          |                                          |  |  | 26 février 2023 - Stade Al-Thumama, Doha | 26 février 2023 - Stade Al-Thumama, Doha | 26 février 2023 - Stade Al-Thumama, Doha | 26 février 2023 - Stade Al-Thumama, Doha |  |  | 29 avril 2023 - Stade international du Roi-Fahd, Riyad 6 mai 2023 - Stade Saitama 2002, Saitama | 29 avril 2023 - Stade international du Roi-Fahd, Riyad 6 mai 2023 - Stade Saitama 2002, Saitama | 29 avril 2023 - Stade international du Roi-Fahd, Riyad 6 mai 2023 - Stade Saitama 2002, Saitama | 29 avril 2023 - Stade international du Roi-Fahd, Riyad 6 mai 2023 - Stade Saitama 2002, Saitama |
|  | Nasaf Qarshi                                 | Nasaf Qarshi                             | 0                                            | 0                                        |                        |                        |                                          |                                          |                                          |                                          |  |  | 26 février 2023 - Stade Al-Thumama, Doha | 26 février 2023 - Stade Al-Thumama, Doha | 26 février 2023 - Stade Al-Thumama, Doha | 26 février 2023 - Stade Al-Thumama, Doha |  |  | 29 avril 2023 - Stade international du Roi-Fahd, Riyad 6 mai 2023 - Stade Saitama 2002, Saitama | 29 avril 2023 - Stade international du Roi-Fahd, Riyad 6 mai 2023 - Stade Saitama 2002, Saitama | 29 avril 2023 - Stade international du Roi-Fahd, Riyad 6 mai 2023 - Stade Saitama 2002, Saitama | 29 avril 2023 - Stade international du Roi-Fahd, Riyad 6 mai 2023 - Stade Saitama 2002, Saitama |
|  | Nasaf Qarshi                                 | Nasaf Qarshi                             | 0                                            | 0                                        | Al-Duhail SC           | Al-Duhail SC           | 0                                        | 0                                        |                                          |                                          |  |  |                                          |                                          |                                          |                                          |  |  | 29 avril 2023 - Stade international du Roi-Fahd, Riyad 6 mai 2023 - Stade Saitama 2002, Saitama | 29 avril 2023 - Stade international du Roi-Fahd, Riyad 6 mai 2023 - Stade Saitama 2002, Saitama | 29 avril 2023 - Stade international du Roi-Fahd, Riyad 6 mai 2023 - Stade Saitama 2002, Saitama | 29 avril 2023 - Stade international du Roi-Fahd, Riyad 6 mai 2023 - Stade Saitama 2002, Saitama |
|  | 20 février 2023 - Stade Al-Thumama, Doha     |                                          |                                              |                                          | Al-Duhail SC           | Al-Duhail SC           | 0                                        | 0                                        |                                          |                                          |  |  |                                          |                                          |                                          |                                          |  |  | 29 avril 2023 - Stade international du Roi-Fahd, Riyad 6 mai 2023 - Stade Saitama 2002, Saitama | 29 avril 2023 - Stade international du Roi-Fahd, Riyad 6 mai 2023 - Stade Saitama 2002, Saitama | 29 avril 2023 - Stade international du Roi-Fahd, Riyad 6 mai 2023 - Stade Saitama 2002, Saitama | 29 avril 2023 - Stade international du Roi-Fahd, Riyad 6 mai 2023 - Stade Saitama 2002, Saitama |
|  |                                              |                                          | Al-Hilal FC                                  | Al-Hilal FC                              | 7                      | 7                      |                                          |                                          |                                          |                                          |  |  |                                          |                                          |                                          |                                          |  |  | 29 avril 2023 - Stade international du Roi-Fahd, Riyad 6 mai 2023 - Stade Saitama 2002, Saitama | 29 avril 2023 - Stade international du Roi-Fahd, Riyad 6 mai 2023 - Stade Saitama 2002, Saitama | 29 avril 2023 - Stade international du Roi-Fahd, Riyad 6 mai 2023 - Stade Saitama 2002, Saitama | 29 avril 2023 - Stade international du Roi-Fahd, Riyad 6 mai 2023 - Stade Saitama 2002, Saitama |
|  | Al Faisaly FC                                | Al Faisaly FC                            | Al-Hilal FC                                  | Al-Hilal FC                              | 7                      | 7                      | 0                                        | 0                                        |                                          |                                          |  |  |                                          |                                          |                                          |                                          |  |  | 29 avril 2023 - Stade international du Roi-Fahd, Riyad 6 mai 2023 - Stade Saitama 2002, Saitama | 29 avril 2023 - Stade international du Roi-Fahd, Riyad 6 mai 2023 - Stade Saitama 2002, Saitama | 29 avril 2023 - Stade international du Roi-Fahd, Riyad 6 mai 2023 - Stade Saitama 2002, Saitama | 29 avril 2023 - Stade international du Roi-Fahd, Riyad 6 mai 2023 - Stade Saitama 2002, Saitama |
|  | Al Faisaly FC                                | Al Faisaly FC                            | 25 août 2022 - Stade Saitama 2002, Saitama   |                                          |                        |                        | 0                                        | 0                                        |                                          |                                          |  |  |                                          |                                          |                                          |                                          |  |  | 29 avril 2023 - Stade international du Roi-Fahd, Riyad 6 mai 2023 - Stade Saitama 2002, Saitama | 29 avril 2023 - Stade international du Roi-Fahd, Riyad 6 mai 2023 - Stade Saitama 2002, Saitama | 29 avril 2023 - Stade international du Roi-Fahd, Riyad 6 mai 2023 - Stade Saitama 2002, Saitama | 29 avril 2023 - Stade international du Roi-Fahd, Riyad 6 mai 2023 - Stade Saitama 2002, Saitama |
|  | Foolad Ahvaz                                 | Foolad Ahvaz                             | 1                                            | 1                                        |                        |                        |                                          |                                          |                                          |                                          |  |  |                                          |                                          |                                          |                                          |  |  | 29 avril 2023 - Stade international du Roi-Fahd, Riyad 6 mai 2023 - Stade Saitama 2002, Saitama | 29 avril 2023 - Stade international du Roi-Fahd, Riyad 6 mai 2023 - Stade Saitama 2002, Saitama | 29 avril 2023 - Stade international du Roi-Fahd, Riyad 6 mai 2023 - Stade Saitama 2002, Saitama | 29 avril 2023 - Stade international du Roi-Fahd, Riyad 6 mai 2023 - Stade Saitama 2002, Saitama |
|  | Foolad Ahvaz                                 | Foolad Ahvaz                             | 1                                            | 1                                        | Foolad Ahvaz           | Foolad Ahvaz           | 0                                        | 0                                        |                                          |                                          |  |  |                                          |                                          |                                          |                                          |  |  | 29 avril 2023 - Stade international du Roi-Fahd, Riyad 6 mai 2023 - Stade Saitama 2002, Saitama | 29 avril 2023 - Stade international du Roi-Fahd, Riyad 6 mai 2023 - Stade Saitama 2002, Saitama | 29 avril 2023 - Stade international du Roi-Fahd, Riyad 6 mai 2023 - Stade Saitama 2002, Saitama | 29 avril 2023 - Stade international du Roi-Fahd, Riyad 6 mai 2023 - Stade Saitama 2002, Saitama |
|  | 20 février 2023 - Stade Al-Janoub, Al Wakrah |                                          |                                              |                                          | Foolad Ahvaz           | Foolad Ahvaz           | 0                                        | 0                                        |                                          |                                          |  |  |                                          |                                          |                                          |                                          |  |  | 29 avril 2023 - Stade international du Roi-Fahd, Riyad 6 mai 2023 - Stade Saitama 2002, Saitama | 29 avril 2023 - Stade international du Roi-Fahd, Riyad 6 mai 2023 - Stade Saitama 2002, Saitama | 29 avril 2023 - Stade international du Roi-Fahd, Riyad 6 mai 2023 - Stade Saitama 2002, Saitama | 29 avril 2023 - Stade international du Roi-Fahd, Riyad 6 mai 2023 - Stade Saitama 2002, Saitama |
|  |                                              |                                          | Al-Hilal FC                                  | Al-Hilal FC                              | 1                      | 1                      |                                          |                                          |                                          |                                          |  |  |                                          |                                          |                                          |                                          |  |  | 29 avril 2023 - Stade international du Roi-Fahd, Riyad 6 mai 2023 - Stade Saitama 2002, Saitama | 29 avril 2023 - Stade international du Roi-Fahd, Riyad 6 mai 2023 - Stade Saitama 2002, Saitama | 29 avril 2023 - Stade international du Roi-Fahd, Riyad 6 mai 2023 - Stade Saitama 2002, Saitama | 29 avril 2023 - Stade international du Roi-Fahd, Riyad 6 mai 2023 - Stade Saitama 2002, Saitama |
|  | Al-Hilal FC                                  | Al-Hilal FC                              | Al-Hilal FC                                  | Al-Hilal FC                              | 1                      | 1                      | 3                                        | 3                                        |                                          |                                          |  |  |                                          |                                          |                                          |                                          |  |  | 29 avril 2023 - Stade international du Roi-Fahd, Riyad 6 mai 2023 - Stade Saitama 2002, Saitama | 29 avril 2023 - Stade international du Roi-Fahd, Riyad 6 mai 2023 - Stade Saitama 2002, Saitama | 29 avril 2023 - Stade international du Roi-Fahd, Riyad 6 mai 2023 - Stade Saitama 2002, Saitama | 29 avril 2023 - Stade international du Roi-Fahd, Riyad 6 mai 2023 - Stade Saitama 2002, Saitama |
|  | Al-Hilal FC                                  | Al-Hilal FC                              | 22 août 2022 - Stade Saitama 2002, Saitama   |                                          |                        |                        | 3                                        | 3                                        |                                          |                                          |  |  |                                          |                                          |                                          |                                          |  |  | 29 avril 2023 - Stade international du Roi-Fahd, Riyad 6 mai 2023 - Stade Saitama 2002, Saitama | 29 avril 2023 - Stade international du Roi-Fahd, Riyad 6 mai 2023 - Stade Saitama 2002, Saitama | 29 avril 2023 - Stade international du Roi-Fahd, Riyad 6 mai 2023 - Stade Saitama 2002, Saitama | 29 avril 2023 - Stade international du Roi-Fahd, Riyad 6 mai 2023 - Stade Saitama 2002, Saitama |
|  | Shabab Al-Ahli Club                          | Shabab Al-Ahli Club                      | 1                                            | 1                                        |                        |                        |                                          |                                          |                                          |                                          |  |  |                                          |                                          |                                          |                                          |  |  | 29 avril 2023 - Stade international du Roi-Fahd, Riyad 6 mai 2023 - Stade Saitama 2002, Saitama | 29 avril 2023 - Stade international du Roi-Fahd, Riyad 6 mai 2023 - Stade Saitama 2002, Saitama | 29 avril 2023 - Stade international du Roi-Fahd, Riyad 6 mai 2023 - Stade Saitama 2002, Saitama | 29 avril 2023 - Stade international du Roi-Fahd, Riyad 6 mai 2023 - Stade Saitama 2002, Saitama |
|  | Shabab Al-Ahli Club                          | Shabab Al-Ahli Club                      | 1                                            | 1                                        | Al-Hilal FC            | Al-Hilal FC            | 1                                        | -                                        |                                          |                                          |  |  |                                          |                                          |                                          |                                          |  |  |                                                                                                 |                                                                                                 |                                                                                                 |                                                                                                 |
|  | 18 août 2022 - Stade Saitama 2002, Saitama   |                                          |                                              |                                          | Al-Hilal FC            | Al-Hilal FC            | 1                                        | -                                        |                                          |                                          |  |  |                                          |                                          |                                          |                                          |  |  |                                                                                                 |                                                                                                 |                                                                                                 |                                                                                                 |
|  |                                              |                                          | Urawa Red Diamonds                           | Urawa Red Diamonds                       | 1                      | -                      |                                          |                                          |                                          |                                          |  |  |                                          |                                          |                                          |                                          |  |  |                                                                                                 |                                                                                                 |                                                                                                 |                                                                                                 |
|  | Vissel Kobe                                  | Vissel Kobe                              | Urawa Red Diamonds                           | Urawa Red Diamonds                       | 1                      | -                      | 3                                        | 3                                        |                                          |                                          |  |  |                                          |                                          |                                          |                                          |  |  |                                                                                                 |                                                                                                 |                                                                                                 |                                                                                                 |
|  | Vissel Kobe                                  | Vissel Kobe                              |                                              |                                          |                        |                        |                                          | 3                                        |                                          |                                          |  |  |                                          |                                          |                                          |                                          |  |  |                                                                                                 |                                                                                                 |                                                                                                 |                                                                                                 |
|  | Yokohama F. Marinos                          | Yokohama F. Marinos                      | 2                                            | 2                                        |                        |                        |                                          |                                          |                                          |                                          |  |  |                                          |                                          |                                          |                                          |  |  |                                                                                                 |                                                                                                 |                                                                                                 |                                                                                                 |
|  | Yokohama F. Marinos                          | Yokohama F. Marinos                      | 2                                            | 2                                        | Vissel Kobe            | Vissel Kobe            | 1                                        | 1                                        |                                          |                                          |  |  |                                          |                                          |                                          |                                          |  |  |                                                                                                 |                                                                                                 |                                                                                                 |                                                                                                 |
|  | 18 août 2022 - Stade Urawa Komaba, Saitama   |                                          |                                              |                                          | Vissel Kobe            | Vissel Kobe            | 1                                        | 1                                        |                                          |                                          |  |  |                                          |                                          |                                          |                                          |  |  |                                                                                                 |                                                                                                 |                                                                                                 |                                                                                                 |
|  |                                              |                                          | Jeonbuk Hyundai Motors                       | Jeonbuk Hyundai Motors                   | 3 ap                   | 3 ap                   |                                          |                                          |                                          |                                          |  |  |                                          |                                          |                                          |                                          |  |  |                                                                                                 |                                                                                                 |                                                                                                 |                                                                                                 |
|  | Daegu FC                                     | Daegu FC                                 | Jeonbuk Hyundai Motors                       | Jeonbuk Hyundai Motors                   | 3 ap                   | 3 ap                   | 1                                        | 1                                        |                                          |                                          |  |  |                                          |                                          |                                          |                                          |  |  |                                                                                                 |                                                                                                 |                                                                                                 |                                                                                                 |
|  | Daegu FC                                     | Daegu FC                                 | 22 août 2022 - Stade Saitama 2002, Saitama   |                                          |                        |                        | 1                                        | 1                                        |                                          |                                          |  |  |                                          |                                          |                                          |                                          |  |  |                                                                                                 |                                                                                                 |                                                                                                 |                                                                                                 |
|  | Jeonbuk Hyundai Motors                       | Jeonbuk Hyundai Motors                   | 2 ap                                         | 2 ap                                     |                        |                        |                                          |                                          |                                          |                                          |  |  |                                          |                                          |                                          |                                          |  |  |                                                                                                 |                                                                                                 |                                                                                                 |                                                                                                 |
|  | Jeonbuk Hyundai Motors                       | Jeonbuk Hyundai Motors                   | 2 ap                                         | 2 ap                                     | Jeonbuk Hyundai Motors | Jeonbuk Hyundai Motors | 2 (1)                                    | 2 (1)                                    |                                          |                                          |  |  |                                          |                                          |                                          |                                          |  |  |                                                                                                 |                                                                                                 |                                                                                                 |                                                                                                 |
|  | 19 août 2022 - Stade Saitama 2002, Saitama   |                                          |                                              |                                          | Jeonbuk Hyundai Motors | Jeonbuk Hyundai Motors | 2 (1)                                    | 2 (1)                                    |                                          |                                          |  |  |                                          |                                          |                                          |                                          |  |  |                                                                                                 |                                                                                                 |                                                                                                 |                                                                                                 |
|  |                                              |                                          | Urawa Red Diamonds                           | Urawa Red Diamonds                       | 2 (3) ap               | 2 (3) ap               |                                          |                                          |                                          |                                          |  |  |                                          |                                          |                                          |                                          |  |  |                                                                                                 |                                                                                                 |                                                                                                 |                                                                                                 |
|  | Johor Darul Ta'zim                           | Johor Darul Ta'zim                       | Urawa Red Diamonds                           | Urawa Red Diamonds                       | 2 (3) ap               | 2 (3) ap               | 0                                        | 0                                        |                                          |                                          |  |  |                                          |                                          |                                          |                                          |  |  |                                                                                                 |                                                                                                 |                                                                                                 |                                                                                                 |
|  | Johor Darul Ta'zim                           | Johor Darul Ta'zim                       |                                              |                                          |                        |                        |                                          | 0                                        |                                          |                                          |  |  |                                          |                                          |                                          |                                          |  |  |                                                                                                 |                                                                                                 |                                                                                                 |                                                                                                 |
|  | Urawa Red Diamonds                           | Urawa Red Diamonds                       | 5                                            | 5                                        |                        |                        |                                          |                                          |                                          |                                          |  |  |                                          |                                          |                                          |                                          |  |  |                                                                                                 |                                                                                                 |                                                                                                 |                                                                                                 |
|  | Urawa Red Diamonds                           | Urawa Red Diamonds                       | 5                                            | 5                                        | Urawa Red Diamonds     | Urawa Red Diamonds     | 4                                        | 4                                        |                                          |                                          |  |  |                                          |                                          |                                          |                                          |  |  |                                                                                                 |                                                                                                 |                                                                                                 |                                                                                                 |
|  | 19 août 2022 - Stade Urawa Komaba, Saitama   |                                          |                                              |                                          | Urawa Red Diamonds     | Urawa Red Diamonds     | 4                                        | 4                                        |                                          |                                          |  |  |                                          |                                          |                                          |                                          |  |  |                                                                                                 |                                                                                                 |                                                                                                 |                                                                                                 |
|  |                                              |                                          | BG Pathum United                             | BG Pathum United                         | 0                      | 0                      |                                          |                                          |                                          |                                          |  |  |                                          |                                          |                                          |                                          |  |  |                                                                                                 |                                                                                                 |                                                                                                 |                                                                                                 |
|  | BG Pathum United                             | BG Pathum United                         | BG Pathum United                             | BG Pathum United                         | 0                      | 0                      | 4                                        | 4                                        |                                          |                                          |  |  |                                          |                                          |                                          |                                          |  |  |                                                                                                 |                                                                                                 |                                                                                                 |                                                                                                 |
|  | BG Pathum United                             | BG Pathum United                         |                                              |                                          |                        |                        |                                          | 4                                        |                                          |                                          |  |  |                                          |                                          |                                          |                                          |  |  |                                                                                                 |                                                                                                 |                                                                                                 |                                                                                                 |
|  | Kitchee SC                                   | Kitchee SC                               | 0                                            | 0                                        |                        |                        |                                          |                                          |                                          |                                          |  |  |                                          |                                          |                                          |                                          |  |  |                                                                                                 |                                                                                                 |                                                                                                 |                                                                                                 |
|  | Kitchee SC                                   | Kitchee SC                               | 0                                            | 0                                        |                        |                        |                                          |                                          |                                          |                                          |  |  |                                          |                                          |                                          |                                          |  |  |                                                                                                 |                                                                                                 |                                                                                                 |                                                                                                 |
|  |                                              |                                          |                                              |                                          |                        |                        |                                          |                                          |                                          |                                          |  |  |                                          |                                          |                                          |                                          |  |  |                                                                                                 |                                                                                                 |                                                                                                 |                                                                                                 |

### Huitièmes de finale
Les matchs se jouent les 19-20 février 2023 en Asie occidentale et les 18-19 août 2022 en Asie orientale.
| Club               | Score                | Club                   |
| Asie de l'Ouest    | Asie de l'Ouest      | Asie de l'Ouest        |
| ------------------ | -------------------- | ---------------------- |
| Al-Hilal FC        | 3 - 1                | Shabab Al-Ahli Club    |
| Al-Shabab FC       | 2 - 0                | Nasaf Qarshi           |
| Al-Duhail SC       | 1 - 1 ap (7 - 6) tab | Al-Rayyan SC           |
| Al Faisaly FC      | 0 - 1                | Foolad Ahvaz           |
| Asie de l'Est      |                      |                        |
| Daegu FC           | 1 - 2 ap             | Jeonbuk Hyundai Motors |
| BG Pathum United   | 4 - 0                | Kitchee SC             |
| Johor Darul Ta'zim | 0 - 5                | Urawa Red Diamonds     |
| Vissel Kobe        | 3 - 2                | Yokohama F. Marinos    |

#### Région de l'Ouest
| 19 février 2023 | Al-Duhail SC                                                           | 1 - 1 ap              | Al-Rayyan SC                                                  | Stade Al-Thumama, Doha   |                          |
| 18h00 UTC+03:00 | Muntari 107e                                                           | (0 - 0, 0 - 0, 0 - 0) | 120+3e Nzonzi                                                 | Arbitrage : Yusuke Araki | Arbitrage : Yusuke Araki |
| 18h00 UTC+03:00 | Al-Rawi 48e · Boudiaf 66e · Fernández 79e · Mohammed 90+3e · Musa 113e | Rapport               | 71e Malolah · 90+8e Hatem ·                                   | Arbitrage : Yusuke Araki | Arbitrage : Yusuke Araki |
| 18h00 UTC+03:00 | Junior · Olunga · Nam · Muntari · Mohammed · Al-Rawi · Boudiaf         | Tirs au but 7 - 6     | Vargas · Boli · Nzonzi · Taniguchi · Masoud · Tombari · Ahmed | Arbitrage : Yusuke Araki | Arbitrage : Yusuke Araki |

| 19 février 2023 | Al-Shabab                   | 2 - 0   | Nasaf Qarshi | Stade Al-Janoub, Al Wakrah  |                             |
| 21h00 UTC+03:00 | Al-Qahtani 12e · Banega 54e | (1 - 0) |              | Arbitrage : Adham Makhadmeh | Arbitrage : Adham Makhadmeh |
| 21h00 UTC+03:00 | Al-Tambakti 7e              | Rapport |              | Arbitrage : Adham Makhadmeh | Arbitrage : Adham Makhadmeh |

| 20 février 2023 | Al Faisaly Club | 0 - 1   | Foolad Ahvaz             | Stade Al-Thumama, Doha                     |                                            |
| 18h00 UTC+03:00 |                 | (0 - 0) | 64e Ansari               | Spectateurs : 632 Arbitrage : Ahmed Al-Kaf | Spectateurs : 632 Arbitrage : Ahmed Al-Kaf |
| 18h00 UTC+03:00 | Omar 90+4e      | Rapport | 39e Aghasi · 68e Dejagah | Spectateurs : 632 Arbitrage : Ahmed Al-Kaf | Spectateurs : 632 Arbitrage : Ahmed Al-Kaf |

| 20 février 2023 | Al-Hilal FC                        | 3 - 1   | Shabab Al-Ahli Club     | Stade Al-Janoub, Al Wakrah              |                                         |
| 21h00 UTC+03:00 | Ighalo 17e · Jang 73e · Vietto 79e | (1 - 0) | 86e Kharbin             | Spectateurs : 7 825 Arbitrage : Fu Ming | Spectateurs : 7 825 Arbitrage : Fu Ming |
| 21h00 UTC+03:00 | Abdulhamid 46e                     | Rapport | 46e Kharbin · 81e Maser | Spectateurs : 7 825 Arbitrage : Fu Ming | Spectateurs : 7 825 Arbitrage : Fu Ming |

#### Région de l'Est
| 18 août 2022    | Daegu FC | 1 - 2 ap              | Jeonbuk Hyundai Motors | Stade Urawa Komaba, Saitama                                   |                                                               |
| 17h00 UTC+09:00 | Zeca 56e | (0 - 0, 1 - 1, 1 - 1) | 46e Song · 120+1e Kim  | Spectateurs : 463 Arbitrage : Mohammed Abdulla Hassan Mohamed | Spectateurs : 463 Arbitrage : Mohammed Abdulla Hassan Mohamed |
| 17h00 UTC+09:00 | Hong 77e | Rapport               | 5e Ryu · 114e Yun      | Spectateurs : 463 Arbitrage : Mohammed Abdulla Hassan Mohamed | Spectateurs : 463 Arbitrage : Mohammed Abdulla Hassan Mohamed |

| 18 août 2022    | Vissel Kobe                           | 3 - 2   | Yokohama F. Marinos      | Stade Saitama 2002, Saitama                           |                                                       |
| 20h00 UTC+09:00 | Iino 7e · Sasaki 31e (pen.) · Oda 80e | (2 - 1) | 9e Nishimura · 89e Lopes | Spectateurs : 11 528 Arbitrage : Mohammadreza Faghani | Spectateurs : 11 528 Arbitrage : Mohammadreza Faghani |
| 20h00 UTC+09:00 | Osaki 7e · Kobayashi 63e              | Rapport | 31e Saneto               | Spectateurs : 11 528 Arbitrage : Mohammadreza Faghani | Spectateurs : 11 528 Arbitrage : Mohammadreza Faghani |

| 19 août 2022    | BG Pathum United                                            | 4 - 0   | Kitchee SC | Stade Urawa Komaba, Saitama                   |                                               |
| 17h00 UTC+09:00 | Kanitsribampen 34e · Fandi 39e · Dangda 68e · Thongkiri 87e | (2 - 0) |            | Spectateurs : 258 Arbitrage : Adham Makhadmeh | Spectateurs : 258 Arbitrage : Adham Makhadmeh |
| 17h00 UTC+09:00 | Channgom 45+1e · Fandi 75e                                  | Rapport | 9e Cleiton | Spectateurs : 258 Arbitrage : Adham Makhadmeh | Spectateurs : 258 Arbitrage : Adham Makhadmeh |

| 19 août 2022    | Johor Darul Ta'zim                              | 0 - 5   | Urawa Red Diamonds                                            | Stade Saitama 2002, Saitama                  |                                              |
| 20h00 UTC+09:00 |                                                 | (0 - 3) | 8e (pen.) Scholz · 19e 39e Moberg Karlsson · 84e 90+1e Junker | Spectateurs : 20 691 Arbitrage : Chris Beath | Spectateurs : 20 691 Arbitrage : Chris Beath |
| 20h00 UTC+09:00 | Marlias 7e · Davies 17e · Fazail 54e · Insa 73e | Rapport |                                                               | Spectateurs : 20 691 Arbitrage : Chris Beath | Spectateurs : 20 691 Arbitrage : Chris Beath |

### Quarts de finale
Le tirage au sort des quarts de finale se déroule le . Les matchs se jouent le 23 février 2023 en Asie occidentale et le 22 août 2022 en Asie orientale.
| Club               | Score           | Club                   |
| Asie de l'Ouest    | Asie de l'Ouest | Asie de l'Ouest        |
| ------------------ | --------------- | ---------------------- |
| Al-Duhail SC       | 2 - 1           | Al-Shabab FC           |
| Foolad Ahvaz       | 0 - 1           | Al-Hilal FC            |
| Asie de l'Est      |                 |                        |
| Vissel Kobe        | 1 - 3 ap        | Jeonbuk Hyundai Motors |
| Urawa Red Diamonds | 4 - 0           | BG Pathum United       |

#### Région de l'Ouest
| 23 février 2023 | Al-Duhail SC   | 2 - 1   | Al-Shabab FC  | Stade Al-Thumama, Doha           |                                  |
| 18h00 UTC+03:00 | Olunga 77e 85e | (0 - 0) | 90+3e Al-Yami | Arbitrage : Mohanad Qasim Sarray | Arbitrage : Mohanad Qasim Sarray |
| 18h00 UTC+03:00 | Júnior 62e     | Rapport | 81e Bahebri   | Arbitrage : Mohanad Qasim Sarray | Arbitrage : Mohanad Qasim Sarray |

| 23 février 2023 | Foolad Ahvaz | 0 - 1   | Al-Hilal FC | Stade Al-Janoub, Al Wakrah  |                             |
| 21h00 UTC+03:00 |              | (0 - 0) | Marega 87e  | Arbitrage : Hiroyuki Kimura | Arbitrage : Hiroyuki Kimura |
| 21h00 UTC+03:00 | [ Rapport]   |         |             | Arbitrage : Hiroyuki Kimura | Arbitrage : Hiroyuki Kimura |

#### Région de l'Est
| 22 août 2022    | Vissel Kobe                                                         | 1 - 3 ap              | Jeonbuk Hyundai Motors                  | Stade Saitama 2002, Saitama                           |                                                       |
| 16h00 UTC+09:00 | Yuruki 64e                                                          | (0 - 0, 1 - 1, 1 - 2) | 66e Barrow · 104e Gustavo · 120+2e Moon | Spectateurs : 7 861 Arbitrage : Abdulrahman Al-Jassim | Spectateurs : 7 861 Arbitrage : Abdulrahman Al-Jassim |
| 16h00 UTC+09:00 | Iino 51e · Makino 59e · Yamaguchi 83e · Ozaki 90+2e · Thuler 105+2e | Rapport               | 105+2e Gustavo                          | Spectateurs : 7 861 Arbitrage : Abdulrahman Al-Jassim | Spectateurs : 7 861 Arbitrage : Abdulrahman Al-Jassim |

| 22 août 2022    | Urawa Red Diamonds                                            | 4 - 0   | BG Pathum United | Stade Saitama 2002, Saitama                         |                                                     |
| 20h00 UTC+09:00 | Moberg Karlsson 32e · Iwanami 42e · Koizumi 65e · Akimoto 72e | (2 - 0) |                  | Spectateurs : 16 210 Arbitrage : Mohammed Al-Hoaish | Spectateurs : 16 210 Arbitrage : Mohammed Al-Hoaish |
| 20h00 UTC+09:00 | Rapport                                                       |         |                  | Spectateurs : 16 210 Arbitrage : Mohammed Al-Hoaish | Spectateurs : 16 210 Arbitrage : Mohammed Al-Hoaish |

### Demi-finales
Les matchs se jouent les 10 février 2023 en Asie occidentale et les 25 août 2022 en Asie orientale.
| Club                   | Score                | Club               |
| Asie de l'Ouest        | Asie de l'Ouest      | Asie de l'Ouest    |
| ---------------------- | -------------------- | ------------------ |
| Al-Duhail SC           | 0 - 7                | Al-Hilal FC        |
| Asie de l'Est          |                      |                    |
| Jeonbuk Hyundai Motors | 2 - 2 ap (1 - 3) tab | Urawa Red Diamonds |

#### Région de l'Ouest
| 26 février 2023 | Al-Duhail SC | 0 - 7   | Al-Hilal FC                                             | Stade Al-Thumama, Doha   |                          |
| 18h00 UTC+3     |              | (0 - 5) | Ighalo 2e 10e 48e 62e · Marega 14e 27e · Al-Dawsari 38e | Arbitrage : Ko Hyung-jin | Arbitrage : Ko Hyung-jin |
| 18h00 UTC+3     | [ Rapport]   |         |                                                         | Arbitrage : Ko Hyung-jin | Arbitrage : Ko Hyung-jin |

#### Région de l'Est
| 25 août 2022    | Jeonbuk Hyundai Motors     | 2 - 2 ap              | Urawa Red Diamonds                        | Stade Saitama 2002, Saitama |                             |
| 19h30 UTC+09:00 | Paik 55e (pen.) · Han 116e | (0 - 1, 1 - 1, 1 - 1) | 11e Matsuo · 120e Junker                  | Arbitrage : Alireza Faghani | Arbitrage : Alireza Faghani |
| 19h30 UTC+09:00 | Kim 71e · Gustavo 103e     | Rapport               | 22e Ito · 52e Ōhata · 85e Iwao ·          | Arbitrage : Alireza Faghani | Arbitrage : Alireza Faghani |
| 19h30 UTC+09:00 | Kim · Lee · Park · Kim     | Tirs au but 1 - 3     | Scholz · Junker · Moberg Karlsson · Esaka | Arbitrage : Alireza Faghani | Arbitrage : Alireza Faghani |

### Finale
La finale se joue en aller-retour le 29 avril 2023 en Asie occidentale, et la finale retour a lieu le 6 mai 2023 en Asie orientale.
| Finale aller              | Al-Hilal FC    | 1 - 1   | Urawa Red Diamonds | Stade international du Roi-Fahd, Riyad        |                                               |
| 29 avril 2023 20h30 UTC+3 | Al-Dawsari 13e | (1 - 0) | 53e Koroki         | Spectateurs : 50 881 Arbitrage : Ahmed Al-Kaf | Spectateurs : 50 881 Arbitrage : Ahmed Al-Kaf |
| 29 avril 2023 20h30 UTC+3 | Al-Dawsari 86e | Rapport | 85e Ito · 86e Iwao | Spectateurs : 50 881 Arbitrage : Ahmed Al-Kaf | Spectateurs : 50 881 Arbitrage : Ahmed Al-Kaf |

| Finale retour          | Urawa Red Diamonds | 1 - 0 | Al-Hilal FC | Stade Saitama 2002, Saitama |             |
| 6 mai 2023 18h00 UTC+9 |                    |       |             | Arbitrage :                 | Arbitrage : |
| 6 mai 2023 18h00 UTC+9 | [ Rapport]         |       |             | Arbitrage :                 | Arbitrage : |